# Vukovár
Vukovár  (horvátul Vukovar, németül Wukowar) város Horvátországban, Vukovár-Szerém megye székhelye. Középkori magyar neve Valkóvár.

## Fekvése

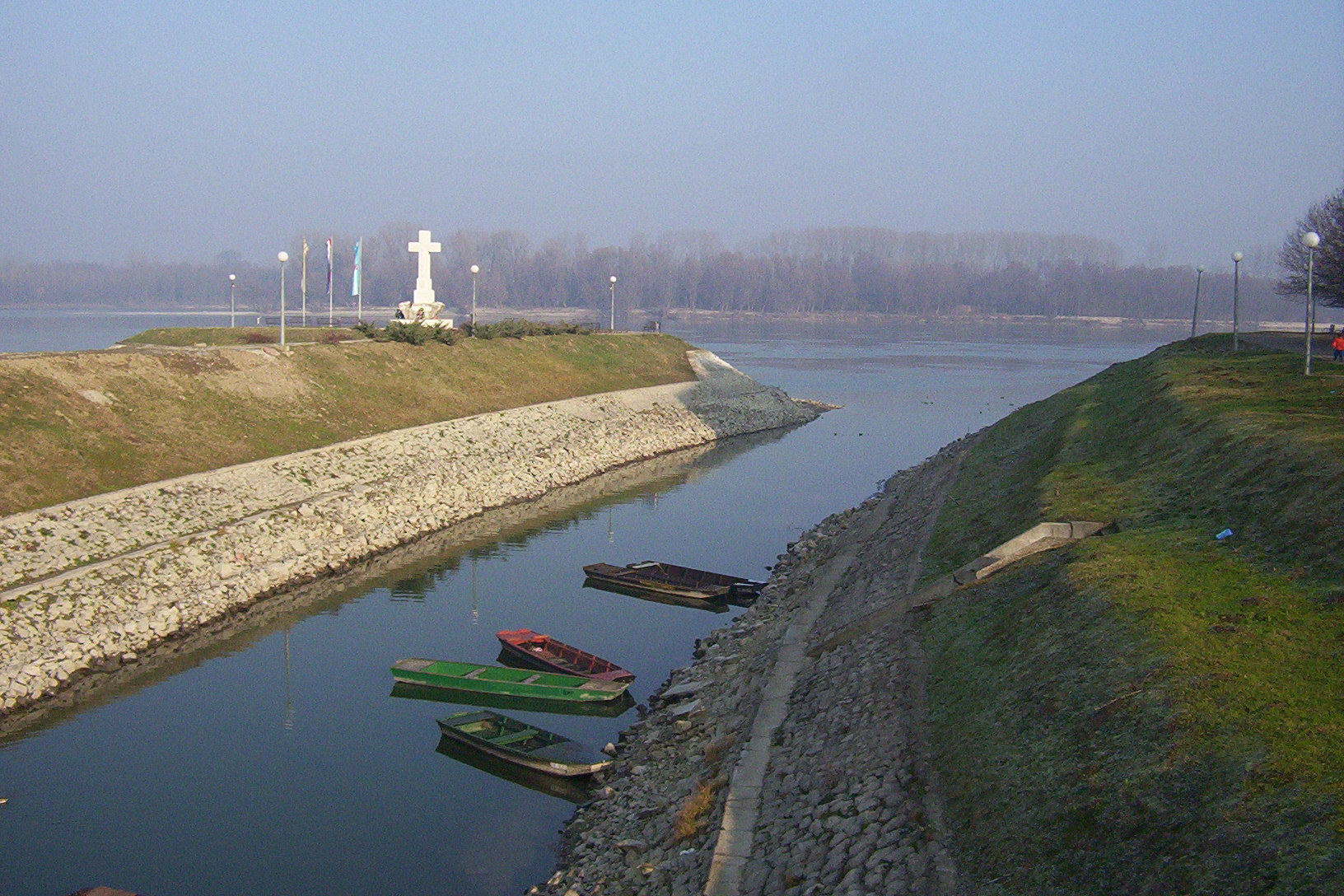
A Vuka torkolata az emlékkereszttel

A Szerémség északi részén, Eszéktől 36 km-re délkeletre, Vinkovcétól 20 km-re keletre a Duna jobb partján a Valkó (Vuka)-folyó dunai torkolatánál fekszik. A város régi és új negyedeit a Valkó választja el egymástól. A város keleti, régebbi része a Vuka jobb partján, a Vukovári-síkságon és a Duna magas partján, míg nyugati, újabb része, Novi Vukovar és a Borovo városrész a Vuka bal partjának síkságán található. A folyók mindig is az életet jelentették és az emberek ősi idők óta a nagy folyók völgyeiben éltek. Vukovárnak kiváltsága, hogy két nagy folyója is van: a Duna és a Vuka. Vuka itt Szlavónia és Szerém történelmi régióinak természetes határát képezi. Noha a Duna a második legnagyobb európai folyó, melyen keresztül kapcsolatuk van Európával és a világgal, a Vukovár lakói nem kevésbé szeretik a Vukát. A Vuka egy kicsi, hangulatos folyó, ahova nyáron a helyi horgászok jönnek, télen pedig Vukovár lakói korcsolyapályaként használják. A folyók halgazdagok és igazi paradicsomot jelentenek a halászok számára. Grabovo-tavon különféle halászati versenyek zajlanak. Régóta működő evezősiskola is van itt, amely az országnak a legsikeresebb evezősöket, köztük olimpiai érmek birtokosait adta.

## Közlekedés
Vukovár dunai határátkelővel rendelkezik a Szerb Köztársaságban található Vajdaság felé. A város fontos közlekedési útvonalakon fekszik. Emberemlékezet óta Vukováron át áramlott a duna-völgyi, északnyugat- délkeleti irányú forgalom. A római időszakban a Duna jobb partján húzódott a birodalom határa, az úgynevezett a limes. A limes úton fontos állomás volt a Cornacum, a mai Szata (Sotin). Az ókortól fogva hajózható útvonalon Vukovár az egyik fontos állomás volt. A 19. század közepétől bevezetett gőzhajókkal Vukovárt rendszeres folyami kapcsolat kötötte össze Pesttel, Budával és Béccsel, míg lefelé és egészen a tengerig. Vukovár kikötője fontos import-export állomás. A vasút 1878/79-es építése után a városnak fontos szerepe volt az áruk folyami és vasúti szállításában is. A Klisa repülőtér építésével, amely Vukovártól kb. 20 km-re nyugatra található a város a légi forgalomba is bekapcsolódott.

## Nevének eredete
Az egyik elmélet szerint neve az ószláv vlk 'farkas' szó és a magyar vár szó összetétele. Más vélemény szerint a név előtagja ókori eredetű, mégpedig a Valkó római kori elnevezése, Ulca (Ulka) neve után.

## Története

### Őskor
A Vukováron és térségében talált régészeti leletek alapján megállapítható, hogy a város és környéke az ember által már legalább ötezer éve folyamatosan lakott. A neolitikumot a Starčevo-, a Vinča- és a Sopot-kultúra képviseli. Mindhárom kultúra népe letelepedett életmódot folytatott és állandó jellegű házakat épített, csiszolt kőszerszámokat használt és fejlett fazekassággal rendelzett. A migrációs folyamatok és az indoeurópai származású új etnikai csoportok megjelenése új technológiák bevezetésével járt.

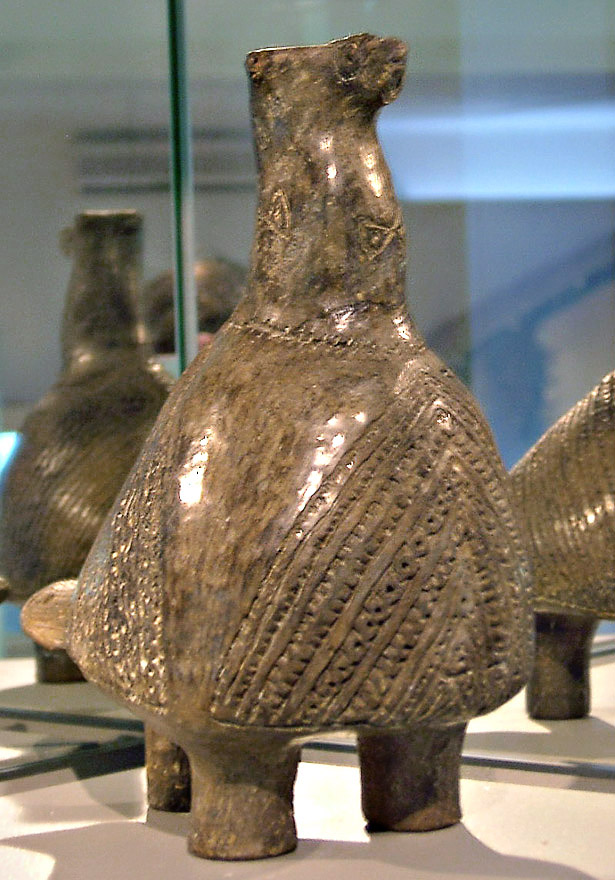
A vučedoli galamb

### Ókor
A rézkor a Badeni-, a Kosztoláci- és a Vučedol-kultúrákkal folytatódott. A termelés, a temetés és a hit új formái jelentek meg, az emberek között pedig egyre összetettebb társadalmi kapcsolatok alakultak ki. A mediterrán kultúrkörrel a házak építésének és a kultikus tárgyak készítésének módja tanúsítja a kapcsolatot. Különösen fontos szerepet töltött be a Vučedoli kultúra, mely nevét a Vukovártól 5 km-re lejjebb, a Duna-parton található Vučedol nevű lelőhelyről kapta.
A lelőhely tervszerű feltárása során, rézfeldolgozó műhelyeket, jellegzetes házakat (megaron) és gyönyörű kerámiákat fedeztek fel, amelyeket különösen a fekete alapon fehér, stilizált díszítések jellemeznek.
Számos régészeti lelőhely található a Vukovár térségben a bronzkorból, valamint a korai és a késő vaskorból is, amelyek az illírek és a kelták jelenlétét bizonyítják. A vukovári Lijeva bara nagy illír temetője igazolja, hogy itt ennek a népnek egy nagyobb települése állt. A rómaiak az i. e. 1. században vették birtokba a Dunamelléknek ezt a részét. Mivel itt hózódott a határ a szomszédos barbár törzsekkel, a limes mentén számos erődítményt építettek. A Vukovár térségében Cornacum (Szata), Cuccium (Újlak) és Ulmo (Tavarnok) római erődítményei a jelentősebbek. Fontos római út vezetett a Duna mentén északnyugat-délkeleti irányban. A római civilizáció ezeken a területeken gazdasági fellendülést is hozott a vizes területek lecsapolásával és az első szőlőültetvények telepítésével.

### Középkor
A római civilizáció összeomlása, a népvándorlás és az avar-szláv terjeszkedés a 6. századtól kezdve nagy változásokhoz vezetett. A Duna és a Száva térsége az akkori birodalmak, az Avar Kaganátus és a Bizánci Birodalom nagy összecsapásainak a színtere volt. A mai Vukovár kezdeteit is ebben az időszakban kell keresni, amint ezt a régészeti leletek is megerősítik. Fontos stratégiai pont volt a Duna magaspartjának a Vuka (Valkó) torkolatánál emelkedő része. Valószínűleg itt volt az egész régió központja abban az időben, amikor a morva Pribina gróf frank vazallusként száz falut kapott a Vuka folyó mentén a 9. század közepén. A 10. század első felében feljegyezték, hogy a magyarok Valkóvár erődjét támadták és kifosztották. A vukovári Lijeva barán a régészek a Bijelo Brdo kultúrához tartozó számos leletet találtak. Ezeknek a leleteknek a 10. és a 11. századhoz való kötődése megerősíti, hogy egy nagy település volt a környéken. Ez a magyar szakemberek szerint magyar, a horvátok szerint viszont szláv település volt.

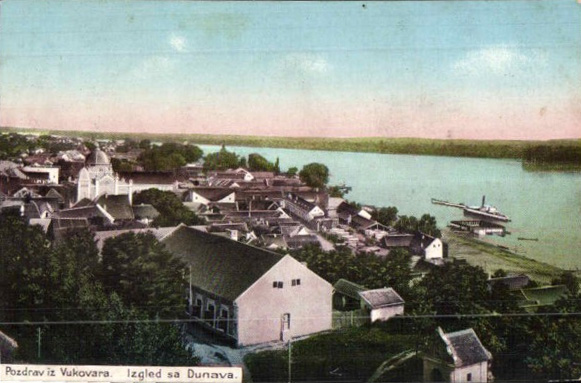
Vukovár látképe 1912-ben

A Valkóvár mellett élő hospeseket 1131-ben említik „Hospites iuxta castrum Valkow” alakban. Ez Valkóvár és a vár melletti település első írásos említése. A kőfalakból álló erődítményt a Duna magas partján építették. A várost kézművesek, kereskedők és parasztok lakták. Német, szász, magyar és szláv lakosai 1231-ben Kálmán hercegtől kapták első kiváltságaikat, melyeket 1244-ben IV. Béla király is megerősített. Ekkor Valkóvár volt a nagyterületű Valkómegye székhelye, amely a Duna és a Száva között húzódott. A térség sűrűn lakott volt, számos erődítménnyel és jobbágyfaluval. Egyházi szempontból a pécsi katolikus püspökség alá tartozott. Számos egyházi rendnek voltak kolostorai itt, melyek közül a legbefolyásosabb a ferences rend volt. 1345-ben Nagy Lajos királytól hetivásár tartására nyert jogot a város. Ebben az időszakban változik meg a vár és a város neve a kezdeti „Valkow”ról a magyarosabb „Walkowar”ra. Vára eleinte királyi vár volt, de 1382-ben már „Castrum Valkouar” néven a (Bazini és) Szentgyörgyi grófok kezén találjuk. A várostól délre a Száva és Báza (Bosut) folyók közén elterülő Bázaközben győzték le 1388 kora tavaszán Zsigmond király hadai Horváti János Boszniából benyomuló seregét. 1398-ban egy határjárásban mezővárosként „Oppidum Walkowar” néven említik. Albert király a Tallóciaknak adta, akik 1462-ben Garai Jóbnak adták el. Ekkor említik szárazvámját és a Duna, valamint a Valkó folyókon levő révvámjait.

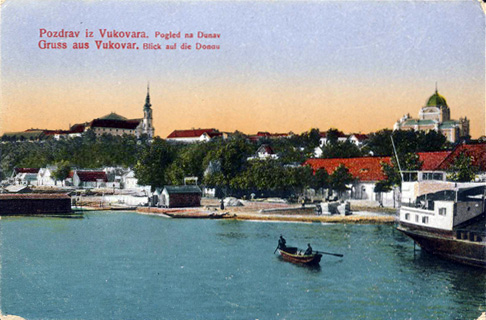
Vukovár látképe 1917-ben a Duna felől

### Újkor
A török uralom százötven éve nagy változásokat hozott a Valkóvár helyzetében. Szulejmán szultán 1526-os hadjárata során elfoglalta a dunamenti erődítményeket, Újlakot és Valkóvárt, majd nagy győzelmet aratott a mohácsi mezőn a magyar sereg felett. 1537. december 1-jén is lovascsata dúlt a közelében. Ezután Valkóvár elvesztette korábbi stratégiai jelentőségét, de továbbra is jelentős kereskedelmi és kézműves település maradt a forgalmas dunai úton. Több városnegyede, imaháza, fürdője, szálláshelye és iskolája volt. A török uralom vége felé lakossága 3000 körül volt, akiknek többsége muzulmán volt, de délről pravoszláv vlach családok is települtek ide, akik a török kivonulásával távoztak. A megmaradt kevés katolikus lelki gondozását a ferences atyák végezték.
A város 1687. augusztus 12-én a nagyharsányi csata után szabadult fel a török uralom alól. A felszabadítás után körülbelül ötven ház maradt lakva a városban. Melléjük főként horvát és szerb lakosság telepedett be. Az ortodox szerbek főként lakatlan helyekre telepedtek le, melyet a bécsi udvar is eltűrt a munkaerő biztosítása miatt. A vukovári uradalomnak rövid ideig a Kuffstein, majd 1736-tól egészen 1945-ig a német Eltz család volt a birtokosa. 1730-ban a ferencesek létrehozták a város első iskoláját. A 18. és 19. században jelentős számú német, magyar, zsidó, ruszin, szlovák és ukrán népesség is telepedett ide, így a város multikulturálissá vált. 1745-ben Mária Terézia királynő megalkotta a szlavón megyéket. Vukovár a nagyterületű Szerém megye székhelye lett, amely a Duna és a Száva között húzódott keleten egészen Zimonyig, nyugaton pedig Eszékig. Ez alól kivétel volt a katonai határőrkerületek területe. Ennek az időszaknak az elején Vukovár lakosságának fele kézműves és kereskedő volt. Virágzott a kézművesség, kereskedelem, selyemhernyótenyésztés és a hajógyártás. 1840-től folyamatos volt a Dunán a gőzhajóforgalom. Az árukat a dunamenti országokba szállították. Vukovár kikötője az egész régió legnagyobb kikötője volt. A kézművesek érdekvédelme érdekében számos céh jött létre. 
A magyar szabadságharc során 1848. november 15-én itt győzte le Batthyány Kázmér a szerbeket. 1857-ben megnyílt a város első kórháza. 1861-ben megalapították a helyi takarékpénztárat. Az első nyomda 1867-ben kezdte meg működését. 1878-ban a város kapcsolódott a vasúti hálózathoz. A város környéke kiváló feltételekkel rendelkezett a mezőgazdasági termeléshez. A 19. század végén a lakosságnak már csaknem 80%-a mezőgazdaságból élt. Az alapvető gabonatermesztés mellett a szőlőtermesztés is jövedelmező volt. A helyi minőségi borokat elismerték a világgazdasági kiállításokon. A szarvasmarhatartásba legjobban tejelő fajtákat vezették be és híresek voltak az itteni ménesek is. 1886-ban megalapították a város gimnáziumát. Az első nagy ipari vállalat, a vukovári kendergyár csak 1905-ben kezdte meg működését. A helyi üzemek 1909-től kaptak villamos energiát.

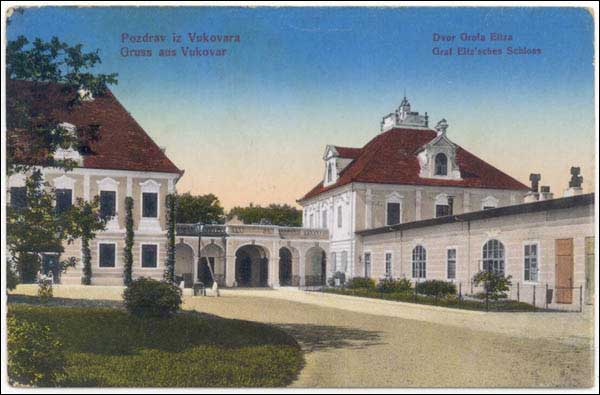
Az Eltz-kastély régi képeslapon

### 20. század
1910-ben 10 359 lakosából 4125 horvát, 3502 német, 1592 szerb és 954 magyar volt. A trianoni békeszerződésig Szerém vármegye Vukovári járásának székhelye volt. A két világháború közötti időszakban a jelentős ipari létesítmények képezték a gazdaság alapját. A cipő- és gumiiparban működő „Bata” gyárat 1931-ben alapították, ugyanakkor a textilipar jelentős gyárai kezdtek működni. Közigazgatási és gazdasági helyzetével összhangban Vukovár oktatási, kulturális és egészségügyi központtá fejlődött. A két világháború közötti időszakban a jugoszláv államban a Vukovár és más horvát régiók erőteljes szerb elnyomás alatt álltak. A bánságokra történő területi felosztás szándékosan megosztotta a horvát területeket. A jugoszláv állami hatóságok más beavatkozása is megváltoztatta a népesség összetételét. Az agrárreform által megszerzett területeket például nagyrészt az egykori szerb önkénteseknek és a szerb régiók lakosságának osztották ki. Még a gyárakban való foglalkoztatást is ügyesen használták a Vukovár és térsége horvát többségének megváltoztatására. Ennek az időszaknak a kezdetén nagyon erős munkásmozgalom volt a városban, amely több megoldatlan társadalmi és nemzeti kérdésben hallatta hangját Jugoszláv államban.

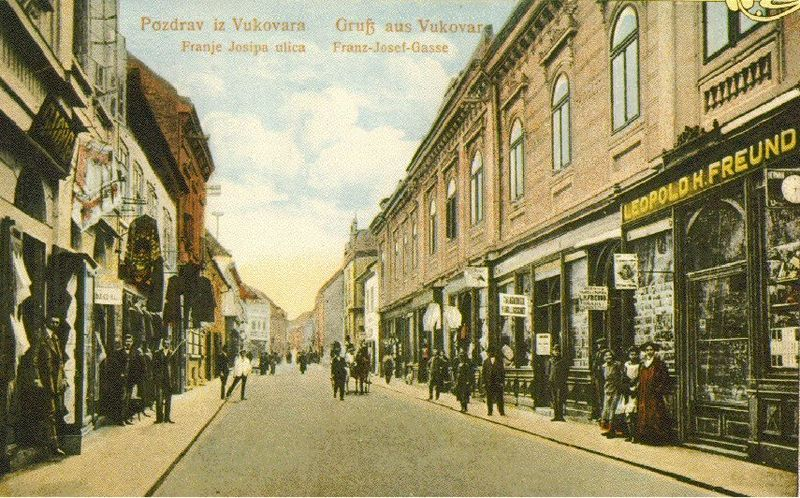
A belváros régi képeslapon

A második világháború során a város nem szenvedett súlyos pusztítást, a korábban meglevő etnikai konfliktusok azonban fokozódtak. A népesség összetétele is jelentősen megváltozott, különösen a zsidók, szerbek és antifasiszta horvátok üldözésével, valamint a németek háború előtti és utáni kivándorlásával. 1945 után az új jugoszláv államban a Szerémség egészét leválasztották a horvát területekről, a Vukovár-Újlak régió azonban továbbra is Horvátország részét képezte. Nagyarányú államosítás és gyors iparosítás kezdődött. Az iparosodás befolyásolta a város lakosságának növekedését, így Vukovár az 1948. évi népszámlálás szerint több mint 18 000 lakosú lett. 1990-ben a vukovári régió gazdasági alkalmazottainak teljes létszámából körülbelül 60% az iparban dolgozott és csak 12% volt mezőgazdaságban. A gazdaság, a politika és az adminisztráció minden fontos pozíciójában főként szerbek voltak. A horvát hazafiság propagálása vagy a templombajárás üldözendő cselekmény volt. A Vukovárban található Horvát házat részben lebontották, részben Kultúrházzá változtatták. A városban a horvátok lényegében másodosztályú lakosok voltak.

### Vukovár ostroma
A várost 1991. augusztus 26-án fogták körbe a szerb csapatok, a horvát védők november 18-áig védték hősiesen a várost. A vukovári csata során 7500 horvát katona esett el, de a horvát hadsereg időt nyert az újjászervezésre.
A harcokban a 45 000 lakosú városban csaknem minden elpusztult. A Duna-parton hatalmas kereszt hirdeti a védők emlékét. A három hónapos ostrom alatt a kórház alagsorában, hihetetlen körülmények között folyt a sérültek gyógyítása. Később ide menekültek az egészséges emberek is, lévén a város legnagyobb pincerendszere. A város elfoglalása után a szerbek a kórház alagsorában élő embereket evakuálás címén buszokra szállították, majd a pár kilométerre lévő Ovčara mezőgazdasági majorba vitték, ahol hosszas kínzások után mindannyiukat lelőtték és közös tömegsírba dobták. Ennek emlékeit a kórház alagsorában berendezett múzeum, illetve Ovčara határában lévő emlékhely őrzi.

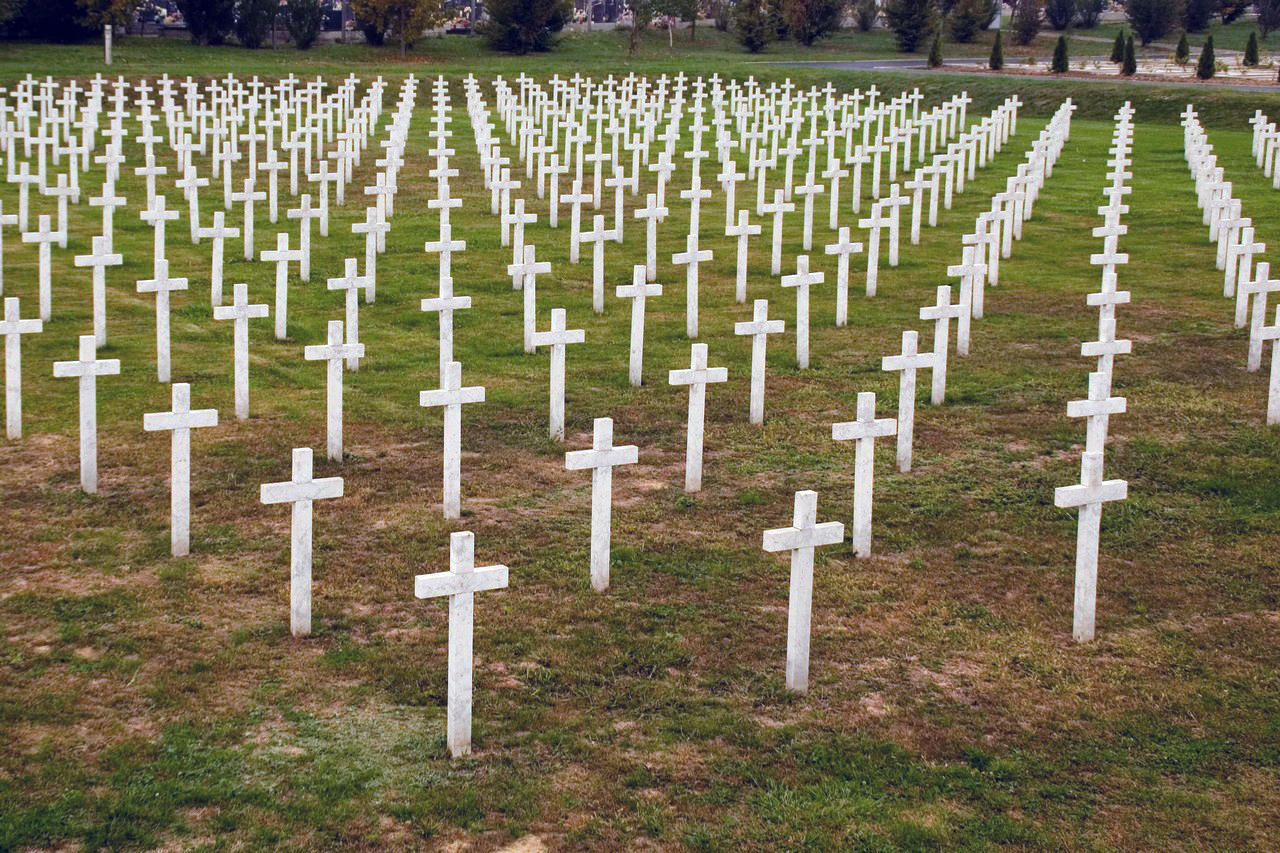
A vukovári népirtás áldozatainak temetője Európa legnagyobb tömegsírja a második világháború óta

A háború után Franjo Tuđman elnök első útja Vukovárra vezetett, hogy lerója tiszteletét és kegyeletét a város hős védői előtt, a város helyreállítása mégis nagyon vontatottan haladt, a Zágráb – Vukovár vasútvonalon a közlekedést például csak 2007-ben állították helyre, a város centrumában ma is rengeteg épület áll szétlőve, kiégve (például A Grand Hotel, az Eltz-palota). 2001-ben a hozzá tartozó településekkel együtt 31 670 lakosából 18 199 horvát, 10 412 szerb, 387 magyar, 112 albán, 45 cigány, 39 bosnyák, 24 szlovén, 19 cseh volt, magának a városnak 20 301 lakosa volt.

## Gazdaság
A honvédő háború előtt Vukovár és környéke az egyik legfejlettebb gazdasággal rendelkező terület volt Horvátországban. A GDP mutató alapján Vukovár meghaladta a Horvát Szocialista Köztársaság átlagát és Maribor után a második legfejlettebb város volt az akkori Jugoszláviában. Az 1991 és 1995 között dúló szerb agresszió teljesen visszavetette a város fejlődését, melyhez a népesség drámai csökkenése is nagyban hozzájárult. A háborús károk felmérésére kirendelt bizottság a közvetlen károkat 9,5 milliárd kunában, a közvetett károkat pedig ennél négyszer nagyobb összegben határozta meg. Ebből a gazdaságot ért kárt 4,6 milliárd kunára becsülték. A háború utáni újjáépítésbe az állam mintegy 3,5 milliárd kunát fektetett be, ebből 1,7 milliárd a lakóingatlanokba került befektetésre. A város épületei a harcokban súlyosan megsérültek, a helyreállítások a mai napig tartanak. A helyreállítás költségeit részben az EU, illetve annak tagországai (például Belgium) állták, sok magánházat is (egész utcákat) illetve a közvilágítást is EU-s támogatással építik újjá. A Vukovári Gazdasági Övezetet (VGZ) 2007. június végén hozták létre 33 hektáros területen. Célja a hazai és külföldi befektetők idevonzása a gazdasági élet további sekrentésére. Vukovár gazdasága ma a mezőgazdaságon, a kereskedelmen, a szőlőtermesztésen, az élelmiszeriparon, a textiliparon, az építőanyagiparon, a cipőiparon és az idegenforgalomon alapszik, egyúttal a város ma Horvátország legnagyobb dunai kikötője.

## Népessége

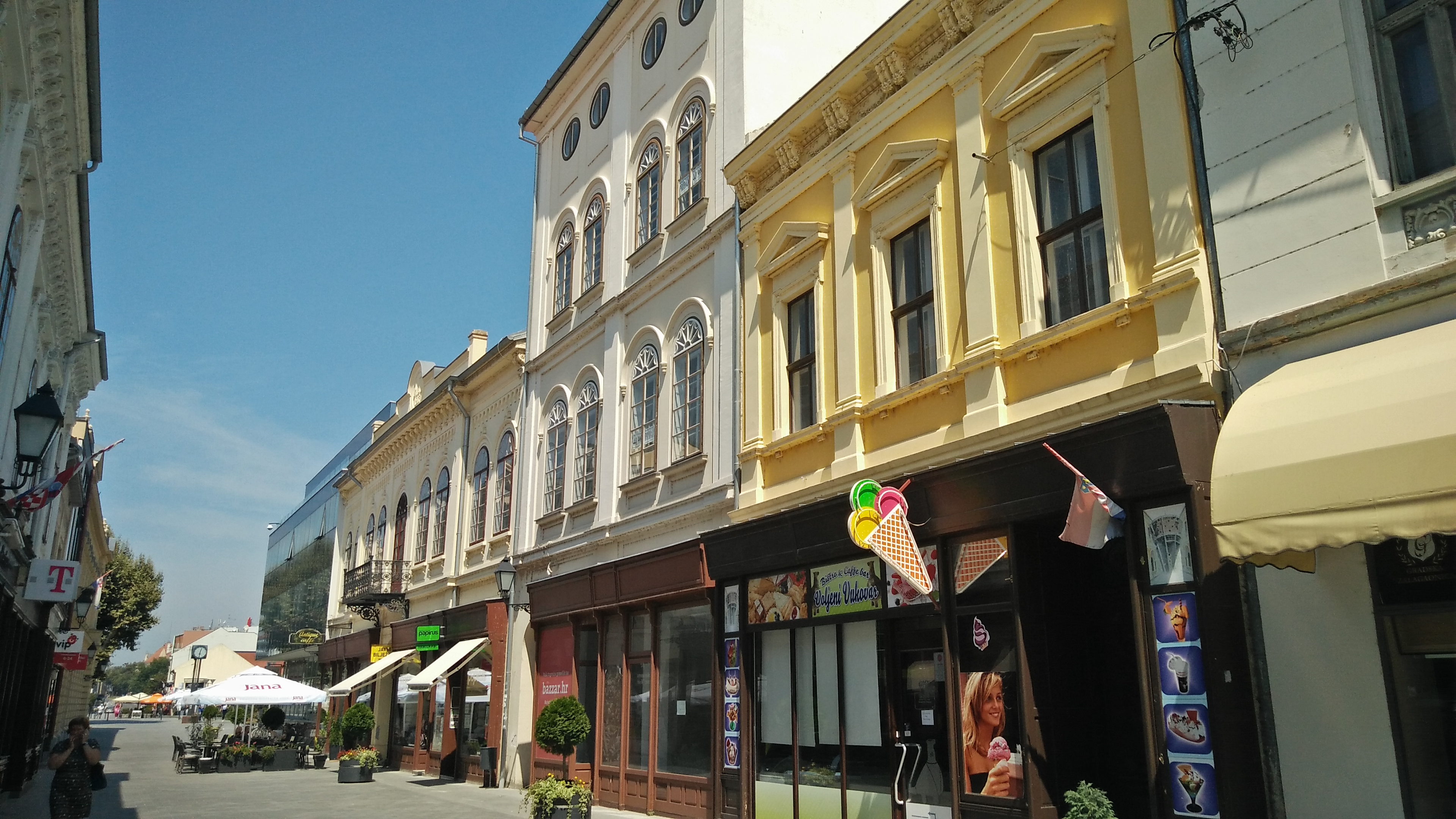
A vukovári főutca

| Lakosság változása | Lakosság változása | Lakosság változása | Lakosság változása | Lakosság változása | Lakosság változása | Lakosság változása | Lakosság változása | Lakosság változása | Lakosság változása | Lakosság változása | Lakosság változása | Lakosság változása | Lakosság változása | Lakosság változása | Lakosság változása | Lakosság változása |
| ------------------ | ------------------ | ------------------ | ------------------ | ------------------ | ------------------ | ------------------ | ------------------ | ------------------ | ------------------ | ------------------ | ------------------ | ------------------ | ------------------ | ------------------ | ------------------ | ------------------ |
| 1857               | 1869               | 1880               | 1890               | 1900               | 1910               | 1921               | 1931               | 1948               | 1953               | 1961               | 1971               | 1981               | 1991               | 2001               | 2011               | 2021               |
| 7.070              | 8.050              | 8.741              | 9.494              | 9.719              | 10.359             | 10.242             | 10.862             | 17.223             | 18.705             | 23.740             | 36.813             | 39.898             | 44.639             | 30.126             | 26.468             | 23.175             |

## Nevezetességei

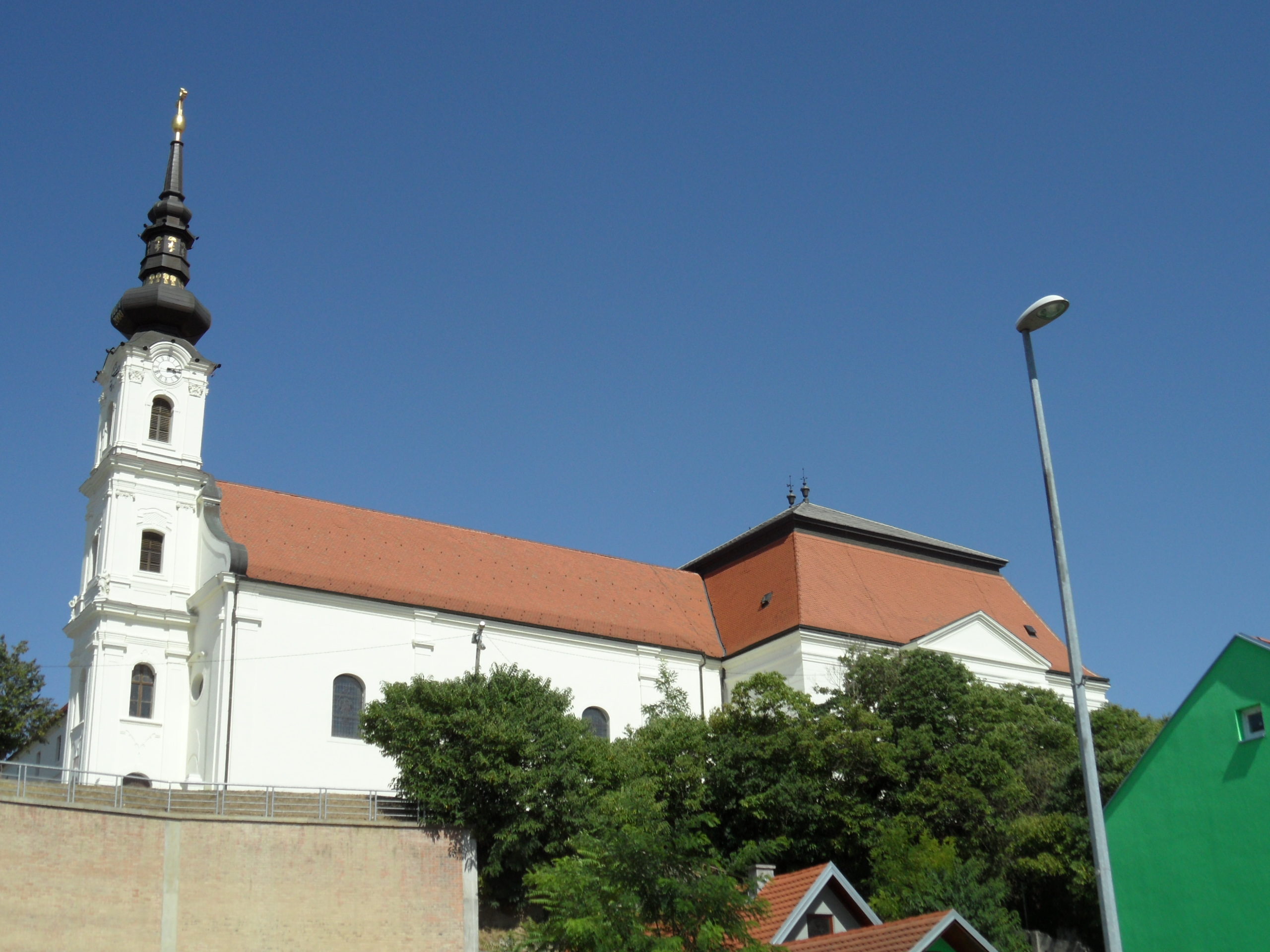
A ferences templom és kolostor

- Vukovár barokk történelmi városközpontja[6] magában foglalja a Franjo Tudjman utcát, a Vuka jobb partján fekvő Stari Vukovárt, valamint a Novi Vukovárban, a Vuka bal partján található Josip Juraj Strossmayer és Županijska utcákat. A régi Vukovár központja felismerhető azokban a barokk boltívekkel rendelkező házakban, amelyek a Mária Terézia-kori tartományi barokk jellegzetes stílusában épültek. Ezek régen kézműves műhelyek és üzletek voltak, amelyek ékesszólóan regélnek Vukovár gazdagabb polgárainak életéről. A 18. század folyamán Stari Vukovár barokk épületeitől, figyelemre méltó stilisztikai különbözőségekkel kialakult Novi Vukovár területe. A városnak ezen részén, a Vuka bal partján található épületek többsége a tiszta és visszafogott későbarokk és klasszicizmus jegyeit viseli. Az így létrejött barokk városmag a mai napig számos kivételesen nagy művészeti és tájképi értékű építészeti műemlékkel rendelkezik.

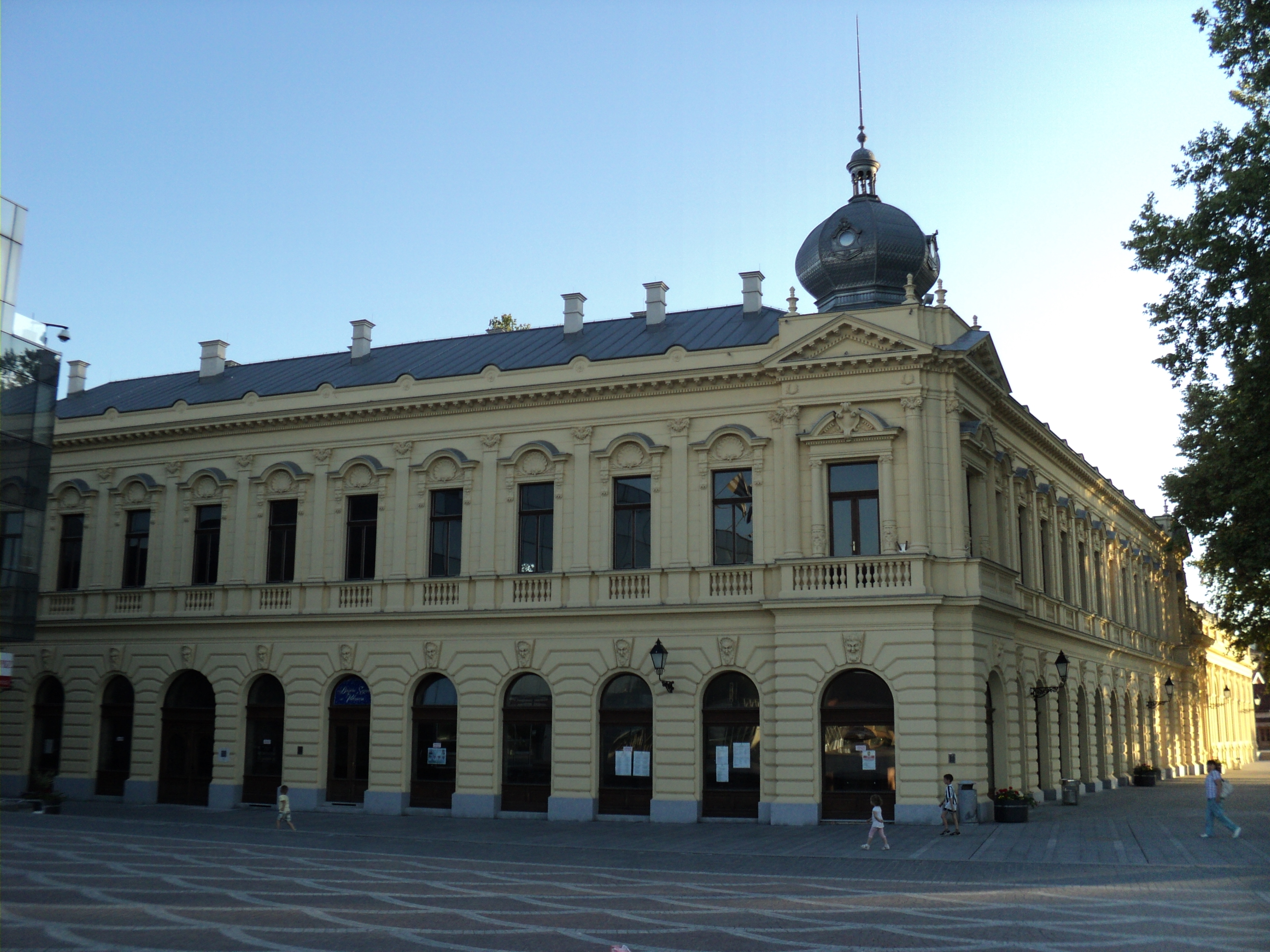
A Munkásotthon épülete

- A Munkásotthon,[7] más néven a Grand Hotel a monumentális historikus építészet leghíresebb vukovári alkotása. Az épületet Paunović földbirtokos építette eredetileg szálloda számára a híres építész, Vladimir Nikolić 1895-1897 között készült tervei alapján. Az étkezési és szálláslehetőségek mellett a Grand Hotelben színház is működött. A szállodát előbb bérbe adták, majd 1918-ban eladták új tulajdonosának Miša Gotfridnek. Abban az időben a munkásmozgalom a városban nagyon megerősödött és a munkavállalók munkásotthont akartak építtetni. Mivel 1919-ben az épületet ismét eladásra kínálták, a munkások megalapították a Munkásotthon Szövetkezetet és a részvények eladásával pénzeszközöket gyűjtöttek. Megvásárolták a Grand Hotelt és Munkásotthonná alakították át. 1920-ban itt tartották meg a Jugoszláv Kommunista Párt II. kongresszusát.[8]

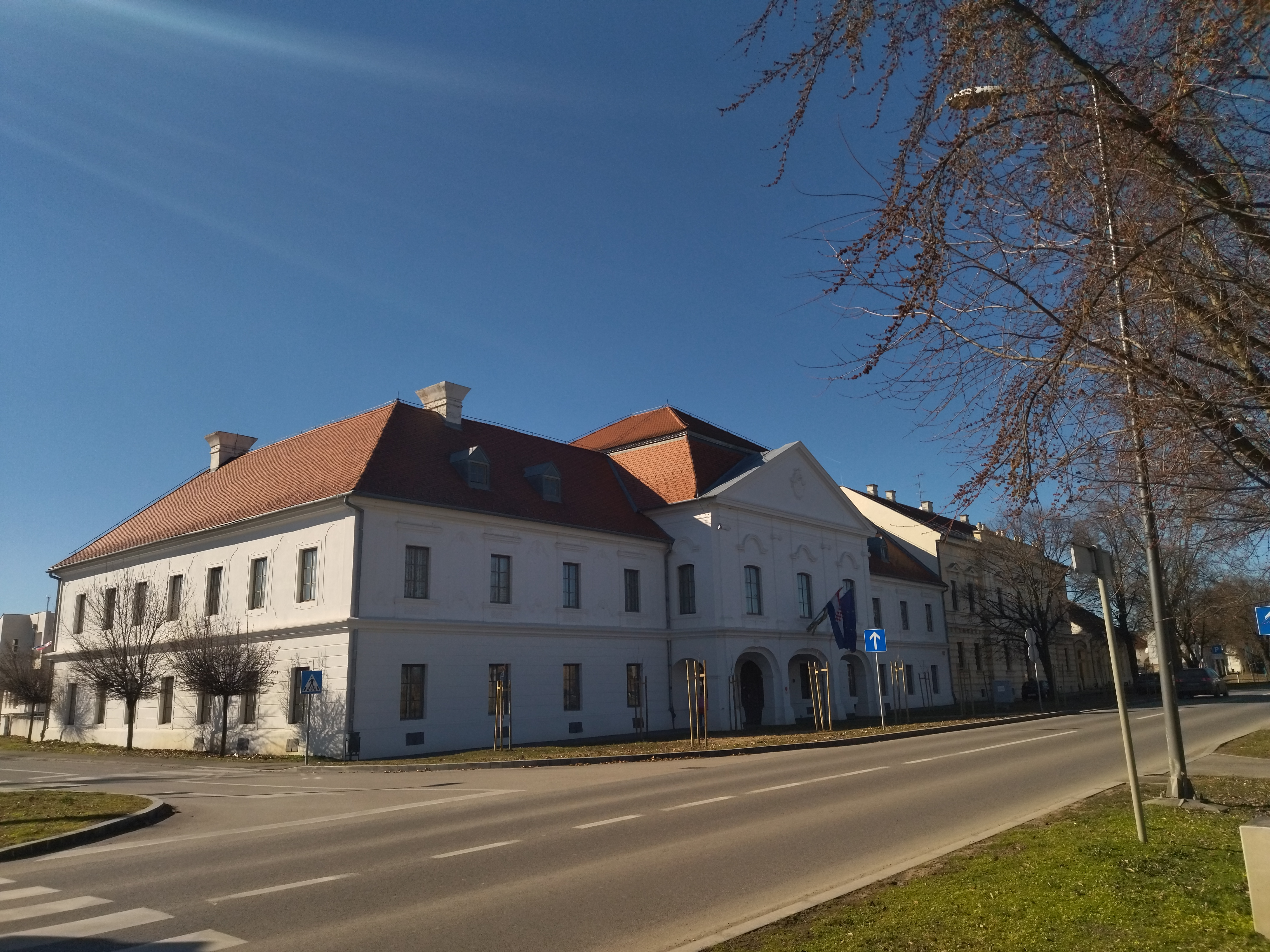
A megyeháza épülete

- A Szerémi vármegyeháza palotája[9] 1771-1777 között épült a klasszicizáló késő barokk stílusában, homlokzatán elegáns dombormű díszítéssel. Timpanonjának közepén Szerém vármegye címerét látjuk, amelyet Mária Terézia császárné 1747-ben adományozott a városnak. Tipológiája és stílusjegyei alapján az egyik legreprezentatívabb profán épület nemcsak Vukováron, de az egész ország szárazföldi részén. A palota szimmetrikus utcafrontját erősen kiemelkedő központi rizalit hangsúlyozza, amelynek földszintjén boltozatos tornác, felül pedig a monumentális timpanon található. A palotát többször átépítették és az aktuális funkcionális igényekhez igazították. Az utolsó felújítást Ulsees mérnök végezte a 20. század elején. Az épület kapcsolódik a korábbi járási hivatal palotájához, mely 1889 és 1902 között épült. Az udvarán állt egy későbarokk kápolna, ahol egykor a halálraítélteket gyóntatták az ítélet végrehajtása előtt és amely az országban az egyetlen példa az ilyen rendeltetésű szakrális építményre. Az épületegyüttest „A” kategóriájú kulturális emlékművé nyilvánították és eredeti formájában állították helyre. A felújítás költségeit Split-Dalmácia megye állta.[8]

- A postahivatal épületét[10] a 18. század második felében hozták létre és környezetéből hosszú oszlopsorának eleganciájával tűnik ki. Az épületben a Vukovár Városi Múzeum volt elhelyezve, majd miután a helytörténeti gyűjteményt áthelyezték az Eltz-kastélyba a Bauer gyűjtemény és a Művészeti Galéria működött itt 1990-ig. A honvédő háború alatt az épület jelentős károkat szenvedett. Mára felújították, mely újra felragyogtatta korábbi szépségét.[8]

- A Városháza épületét[11] a városi közigazgatás igényei szerint építették a késő klasszicista építészet stílusában. Timpanonjában az „MDCCCXVIII DOMUS OPPIDANA” felirat jelzi építésének idejét. Homlokzatát oszlopok és pilaszterek tagolják. A földszinten az emeleti ablakok alatt íves nyílások találhatók. A honvédő háború előtt itt működött a vukovári horvát rádió, amely ma is itt található. A háború alatt Siniša Glavašević, a vukovári horvát rádió újságírójának és szerkesztőjének bátor hangja volt hallható ebből az épületből folyamatosan az utolsó napig, rendkívül sokkoló és realisztikus jelentéseket küldve az ostrom alatt álló városról.[8]

- Ferences kolostor.[12] A ferencesek évszázadok óta nagyon fontos szerepet játszanak a Vukovár térségében, és kitörölhetetlen nyomot hagytak nemcsak a vallásos oktatásban, hanem e terület oktatásában és kulturális fejlődésében is. A ferencesek a középkor óta élnek ezen a területen, amikor Valkó vármegyében hét ferences kolostor volt. A ferencesek munkája a török uralom idején különösen fontos volt, mert mindig hűséges híveikkel maradtak. Közvetlenül a törököktől való felszabadulás után a ferencesek visszatértek korábbi helyükre és új kolostort alapítottak. Nesselrode Ferenc Vilmos pécsi püspök 1723-ban adott engedélyt a ferenceseknek templom és kolostor építésére Vukováron. Ekkor kezdődött a barokk Vukovár legrégibb és legszembetűnőbb épületének, a ferencesek monumentális épületkomplexumának építése. Az épületegyüttes fontosabb részei 13 év alatt készültek el, de a kolostor későbbi emeleti kiegészítései miatt a munkák még a 18. században is tartottak. A templom oltárának olajfestményeit 1760 körül Ambrozije Janković készítette. Végső formáját a ferences kolostor a Szent Fülöp és Jakab-templommal 1896 és 1897 között a templom historikus stílusú átépítése és bővítése után R. Jordan építész tervei szerint nyerte el. Ennek során az eredeti egyhajós barokk templomot két oldalhajóval és kápolnákkal bővítették. Ezután a templom 58 méteres hosszúságával a zágrábi és a diakovári székesegyház után az ország harmadik legnagyobb temploma lett. A honvédő háború idején a kolostort és a templomot teljesen elpusztították és kifosztották, a ferenceseket száműzték.[8]

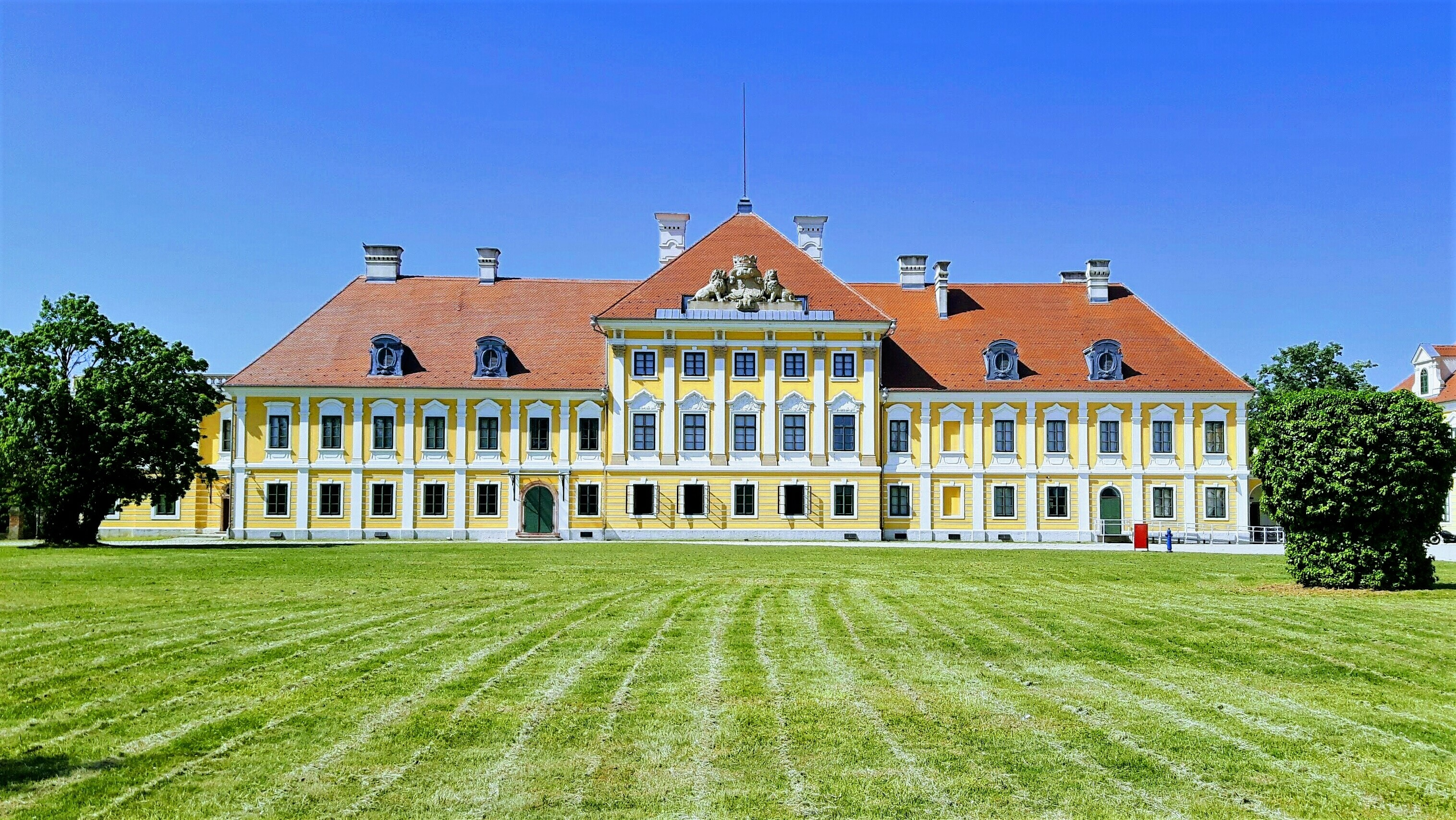
Az Eltz-kastély épülete

- Az Eltz család kastélykomplexuma[13] Szlavónia egyik legmonumentálisabb épületegyüttese. Magában foglalja a palota épületét, amely a gróf családjának rezidenciájaként szolgált, négy barokk kúriát, amelyben a nagyterületű uradalom igazgatása zajlott, gazdasági épületeket, a Szent Rókus kápolnát, az üvegházat, amely ma galéria és a parkot, amely az udvarról a Duna felé nyúlik. Végső, historizáló stílusú formáját a 20. század elején egy nagyszabású átépítés eredményeként kapta, mely a bécsi építész, Viktor Siedek tervei alapján történt. Ma a kastélyban található a Vukovári Városi Múzeum a helytörténeti gyűjteménnyel, a Bauer gyűjteménnyel, valamint a horvát és európai művészek adományainak gyűjteményével. Az Eltz kastélykomplexum szinte teljesen megsemmisült a háborúban. Újjáépítése a Horvát Köztársaság kormányának pénzeszközeiből az „Újlak-Vukovár-Vučedol kulturális örökségének kutatása, helyreállítása és újraélesztése” projekt keretében történt.[8]

- Az Eltz család kiskastélya 1860 körül épület korai historizáló stílusban Jakob Knoll nagykereskedő reprezentatív villájaként. Az eredeti, szimmetrikusan kialakított, hangsúlyos bejárati portállal rendelkező épületet egy nagy, tűlevelű egzotikus fákkal teli park vette körül. A 20. század elején a villát gróf Erwin Eltz vásárolta meg, aki emeletes szárnyat építtetett hozzá. Ebből az időből származnak az udvar körül és a villa erkélyein látható kovácsoltvas kerítések és korlátok, valamint a belső térben látható minőségi stukkódíszítések és asztalosmunkák. A város a kórház szükségleteire vásárolta meg a villát, melyet 1998-ban felújított és eredeti formájában állított vissza.[14]

- A Szent Miklós ortodox parochiális templom[15] az 1733 és 1737 közötti időszakban épült a tartományi népi barokk építészet elemeivel. Ikonosztázát 1757-ben állították, a faragványait Firtler eszéki szobrász készítette. A templomot többször bővítették és felújították. Szent György kápolnát építettek hozzá. A kórust a Javor szerb énekkar igényeinek megfelelően bővítették. Az utolsó jelentős átalakítása 1935-ből származik. Tornyában egy irattári helyiség található, ahol 1732-ből származó templomi könyveket és régi dokumentumokat tárolnak.[8]

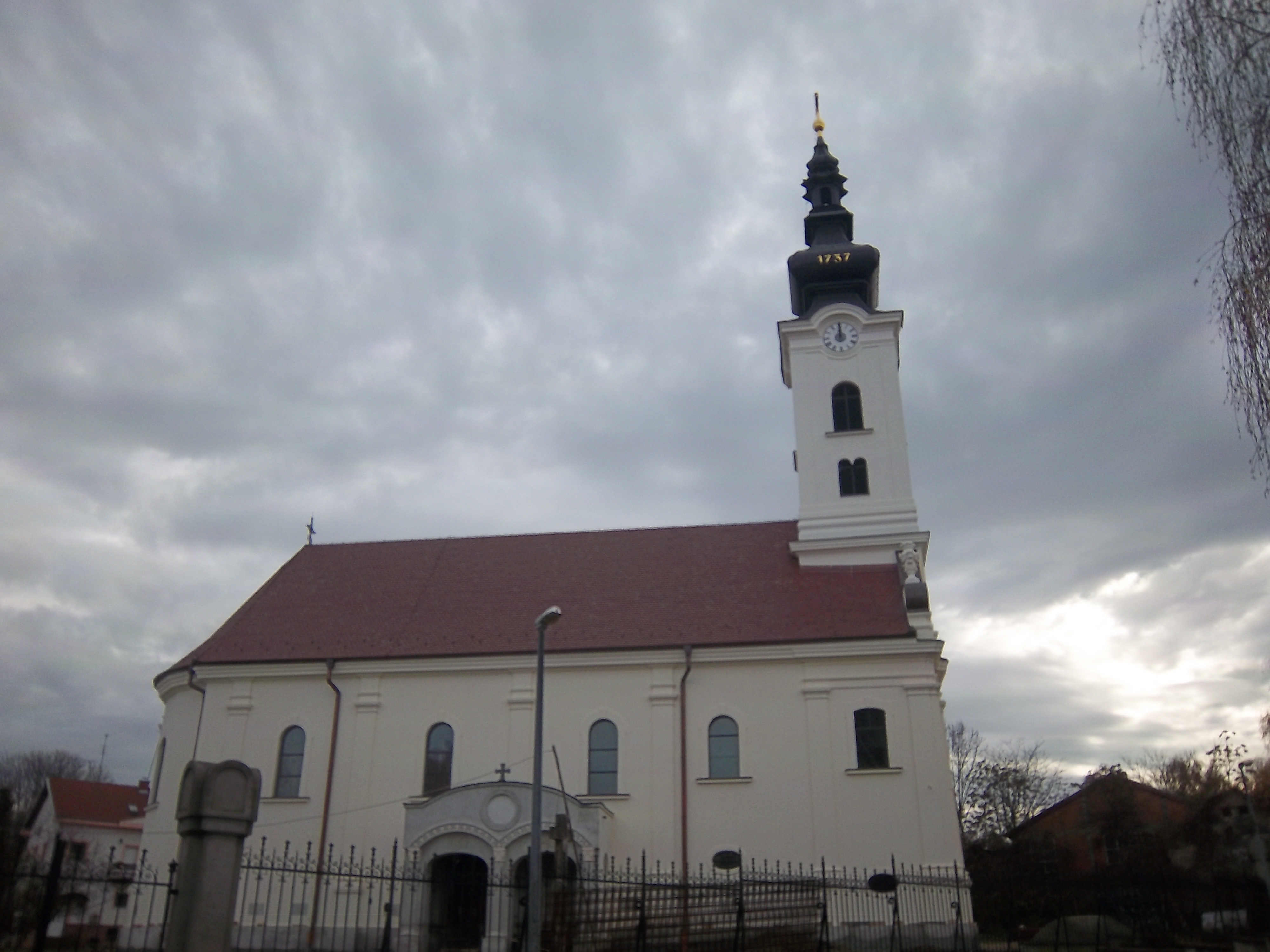
A Szent Miklós pravoszláv templom

- A Kirchbaum-Schwartz-palota, a régi központi gyógyszertár épülete[16] 1909-ben épült a késői historizmus szellemében, hangsúlyozott szecessziós részletekkel. A sarokban levő részében működött a 20. század közepéig Vukovár legrégebbi gyógyszertára, amelyet a Kirchbaum család 1787 óta több helyszínen üzemeltetett.[8]

- A járási bíróság épülete 1902-ben épült Andreas Tokos tervei szerint. Hosszú főhomlokzata Novi Vukovar főutcájára néz. A késő historikus stílusú, egyemeletes épület az utcafronton három rizalittal van tagolva. A középső rizalit tetején magas attikát alakítottak ki, melyet falkoszorú oszt két részre, balusztrádok, két váza és az igazságszolgáltatás istennőjének szobra díszíti.[17]

- Novi Vukovar főutcáján a Županijska utcában található a Szent Rókus kápolna. A kápolna harmonikusan illeszkedik az Eltz-kastély komplexumába, bár kilenc évvel a kastély előtt épült és annak nem szerves része. Az épületet Antun Pöhr de Rosenthal adománya alapján 1740-ben építették, fogadalmi (pestis) kápolnaként, a város azon részén található német telepesek templomának. Kiemelkedő műalkotásai voltak Szent Rókus, Szent Sebestyén és Szent Rozália képei, amelyek a pestis elleni védelmezőként az oltáron voltak. A klasszicista stílusban 1805-ben felújított kápolna eredeti barokk épületét oldalsó oratóriummal és sekrestyével bővítették, továbbá zsindelyekkel borított festői harangtornyot építettek hozzá. A későbbi felújításokat 1858-ban, 1904-ben és a második világháború után végezték el. A honvédő háború utáni újjáépítés anyagi támogatója Šibenik-Knin megye volt.[8]

- A Bečar-kereszt Vukovár legrégebbi és legnagyobb utcai feszülete, melyről az Óvárosnak egy teljes része a „Kod bećarskog križa” a nevét kapta. A feszületet 1805-ben a város első utcai kőkeresztjeként állították fel (elődje a 18. században fából készült). Már a 19. század végén kovácsoltvas kerítés állt a feszület körül, amelyen belül törpefák nőttek. Mérete és rusztikus kivitelezése révén a Bećar-kereszt a népi közszobrászat egyik példája, bár profilja és díszítései egyértelműen klasszicista jegyeket hordoznak. A helyi szerb hatóságok 1996-ban lebontották a feszület, amelyet azóta újjáépítettek.[8]

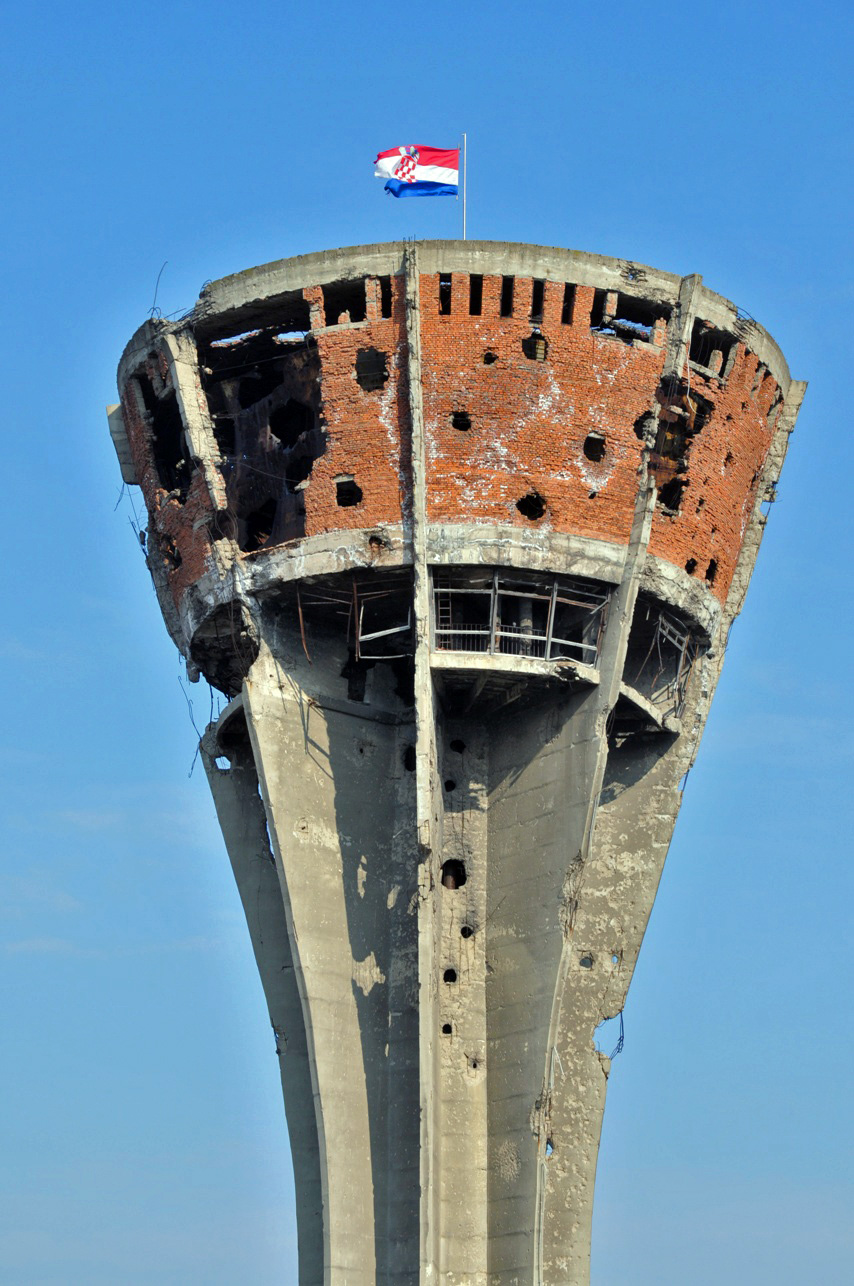
A szétlőtt víztorony

- A Vukovári víztorony[18] 1968-ban épült a városközpontban lévő régi víztorony helyett, amelynek már nem volt elegendő kapacitása a bővülő város növekvő igényeihez. Az 50 méter magas tornyot a zágrábi Hidrotehna vállalat építette a Mitnica városrész bejáratánál fekvő „Najpar-bašći" nevű akkori városi kirándulóhelyen. Tervezője Matej Meštrić volt. 2200 köbméteres tartálykapacitásával akkoriban a maga nemében ez volt legnagyobb ilyen építmény Európában. A tetején volt egy a „Vodotoranj” nevű kilátóétterem és kávézó, ahonnan be lehetett látni egész Vukovárt, a Dunát és a környéket. Az éttermet 1970-ben bezárták, ezt követően a vízművek könyvelő irodája működött benne. 1991-ben a Vukovári csata során a szerb erők fő célpontja volt. Több mint 600 találat érte, a város szenvedésének és ellenállásának szimbólumává vált. A város ostroma alatt az akkor 23 éves mitnicai Ivica Ivanika a gránátok robbanása közben tűzte ki először a horvát zászlót a tetejére, később pedig Hrvoje Džalto is vele tartott. Bár tervben volt a felújítása, később azonban mégis úgy döntöttek, hogy meghagyják mementónak, mely a város hős védelmére emlékeztet.[8]

- A régi víztorony[19] 1913-ban épült egy korábbi piac helyén és az egyik legrégebbi ilyen létesítmény Horvátországban. Építése J. Banheyer tervei szerint történt. A víztorony alatt van egy fúrt kút és egy földalatti tározó, tetején pedig egy másik tározó. A régi víztorony a régi Vukovár egyik legjellegzetesebb objektuma. Ma központi helyet foglal el a főtéren a Duna Hotel és a Városi Önkormányzat épülete előtt.[8]

- A Paunović-palotát 1867-ben építették Vukovár főutcáján a korai historizmus stílusában, üzleti és lakóépületként. A földszinten üzletek találhatók, az emeleten lakás, az udvaron terasz és park található. Az utcai homlokzatot egy sekély központi rizalit tagolja, mely fölé attikát építettek. Középen egy nagy félköríves bejárat, míg felette hosszú, díszes, öntöttvas erkély található.[20]

- Novi Vukováron áll az 1874-ben épített Jirkosky-palota, melyben ma a Lavoslav Ružička főiskola működik. Az ikerépület szokatlan alaprajzú, hosszúkás "L" alakú, amely a későbbi bővítések eredménye. Mindkét épület azonos alakú utcai homlokzattal rendelkezik a korai historizmus építészeti jellemzőivel.[21]

- A Horvát ház épülete 1922-ben épült Novi Vukovar főutcáján, az Eltz-kastély közelében, társadalmi és kulturális események rendezése céljából. A kései szecesszió és art deco stílusban A. Freudenreich építész tervei szerint épült. Alaprajza a keskeny telek miatt hosszanti elrendezésű. A belső teret a négy bejárattal és színpaddal rendelkező nagyterem uralja. A bejárat mentén dupla lépcső vezet a galéria felé. A csarnokot kifinomult stukkók, gipszprofilok, oszlopok szabályos ritmusa, kazettás mennyezet és szecessziós virágmotívumos ólomüveg díszítik. A színpad tetején Dragutin Renarić vukovári festőnek a régi Vukovárt ábrázoló látképe látható.[22]

- A Duna feletti magas platón, a ferences kolostor közelében áll a gimnázium 1894-ben épített, U alakú emeletes épülete historikus stílusban. Tervezője a város akkori polgármestere F. Streim volt. 1907-ben az udvar felé tornateremmel bővítették.[23]

- A kis zsinagóga épülete 1928-ban épült F. Funtak tervei szerint. Az U alakú, szimmetrikus épületet az art deco és a mór stílus vegyítésével építették. Mindkét főhomlokzat reprezentatív, mag az oldalhomlokzatok egyszerűbbek. A központi, gazdagabb díszítésű homlokzatot egy tört vonalú, piramis alakú manzárdtető hangsúlyozza, amelynek tetején kupola található. A falakon félpilaszterek, kartuszok és olyan szimbolikus részletek voltak, mint a Dávid-csillag.[24]

- A városközponttól mindössze 2 km-re található az Adica parkerdő, a vukováriak kedvenc kirándulóhelye, mely kiválóan alkalmas a gyaloglásra, kikapcsolódásra. A parkerdő túraútvonalakkal és egy testedző túraúttal van ellátva, amely fából készült edzőeszközökkel van betelepítve. A parkerdő közepén Eco Ethno Központot nyitottak, amely hagyományos kézműves termékeket árul és vendéglátóipari szolgáltatásokat nyújt. Az Adica egy évszázados erdőből áll, amelyet a Vuka folyó árterülete határol. Neve az „ada” (folyó szigete) török szóból származik, melyet onnan kapott, hogy a területet a Vuka folyó régi és új medre határolja. Adicán található Vukovár egyik látnivalója a dobra vodai Szent Paraskeva (Petka) kápolna.[25] Ezt a helyet korábban tövises bozót borította, mellette legelő volt, ahol pásztorok legeltették nyájaikat. Itt találtak jó és tiszta vízű forrást, ezért a helyet Dobra Vodának (jó víz) nevezték el. Az ortodox szerbek ősi idők óta kereszteket építenek a mezőkön és a források mellett, ahol imádkoztak. Itt is ezt tették, majd 1811-ben kápolnát építettek, amelyet Szent Paraskevának szenteltek. A helyhez ősi legenda kapcsolódik, mely szerint ezen a helyen egy Katica nevű lányt temettek el, akit egy Hasszán nevű török ölt meg állhatatossága miatt. Áhítatos keresztények drága pénzért megváltották a vértanú testét a kivégzőktől és éjjel a legnagyobb csendben temették el azon a helyen, ahol ma a Dobra Voda ortodox egyháza található. Hamarosan egész Vukovár környékén elterjedt, hogy a temetés helyén hirtelen tiszta és gyógyító vizű forrás fakadt és éjjel rejtélyes fény világít. A lelkes keresztények templomot építettek a sírja fölé, éppen a forrás fölött, amely ma is ott folyik. 1830-ban a Dobra Vodán szőlőtelepítés közben, emberi csontokat és kápolna alapjait találták. Ebből arra lehet következtetni, hogy itt egykor templom és temető volt.[26][27]

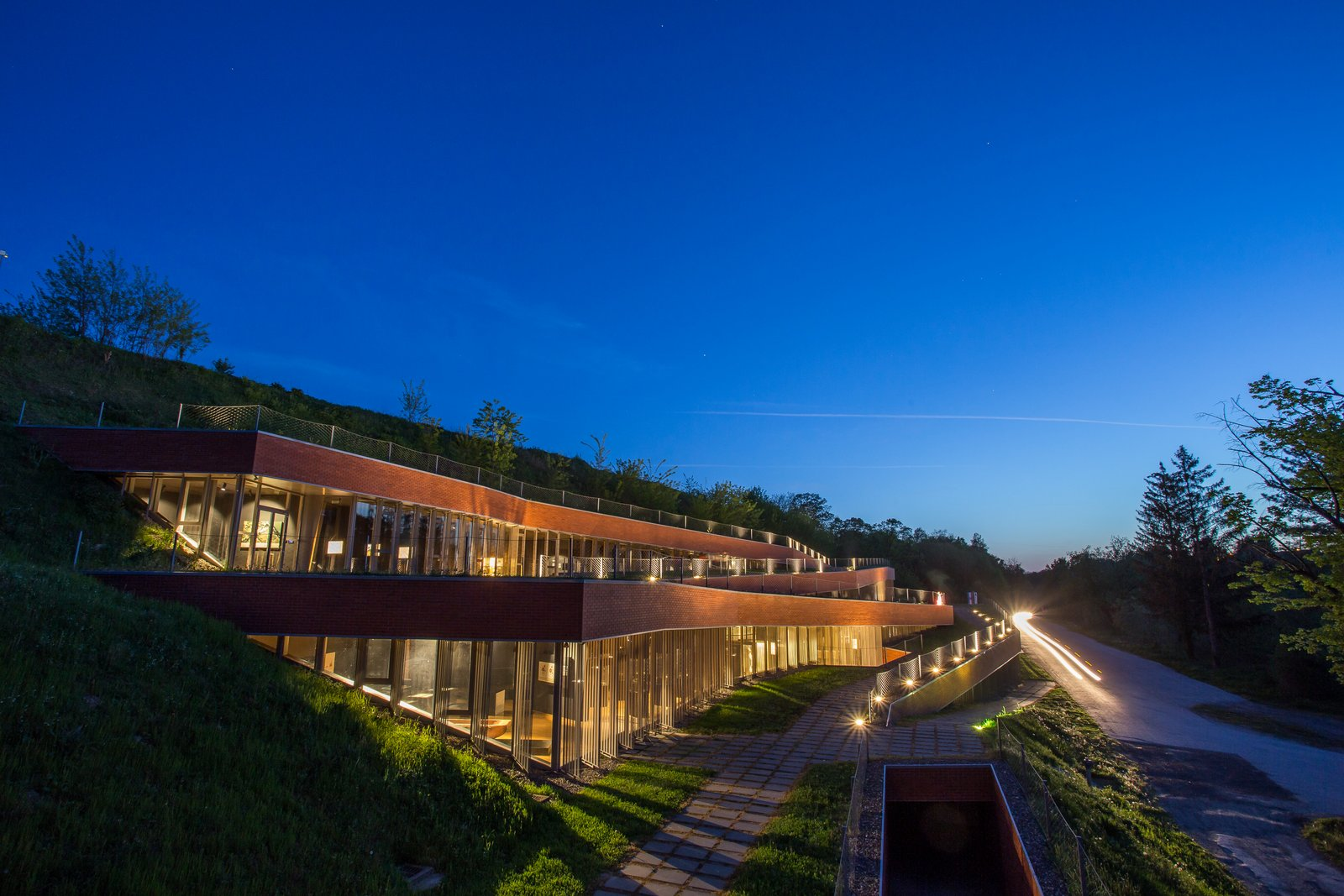
A vučedoli kultúra múzeuma

- A Vučedol régészeti lelőhely[28] a Duna partja mentén, Vukovártól 5 km-re délkeletre helyezkedik el. Vučedol a kőrézkor egyik legfontosabb lelőhelye, a vučedoli kultúra névadója. Rendkívüli geostratégiai helyzete miatt Vučedol állandó jellegű település volt. A legmélyebb rétegekben a legrégibb neolitikumi kultúra Starčevo-kultúra nyomai is megmaradtak. A Vučedolon folyó folyamatos élet során több rézkori kultúra is összefonódott. A Badeni-, a Kosztoláci és a Vučedoli kultúrák 700 évig váltakoztak itt. A vučedoli település legnagyobb felvirágzása minden bizonnyal a Vučedol kultúra idején történt, amely az i. e. 3000-től i. e. 2200-ig tartott. Az élet a Vučedolon három helyen zajlott: a kikötőben, a  Gradacot körülvevő fennsíkon, amely izolált helyzetével akropolisz jelleggel magasodott a  gazdálkodók, szarvasmarhatenyésztők, vadászok és rézfeldolgozók települése fölé. A kultúra leghíresebb kerámiatárgya a „Vučedoli galamb”, egy madár alakú kultikus edény, gazdagon díszített betétekkel, melyet 1938-ban találtak a Gradac nevű helyen. A „Vučedoli Orion”, amelyet a legrégebbi európai naptárnak tekintnek, szintén a Vučedol kultúrájához tartozik. Naptárral rendelkező edényt Vinkovcén találták a mai Hotel Slavonija helyén. Ennek a legrégebbi naptárnak a felfedezése tanúsítja e térség fejlett, magasfokú több mint ötezer éves civilizációját. A Vučedoli Kulturális Múzeumot a Horvát Köztársaság kormányának 2013. évi rendelete hozta létre. Létrehozása annak a sok éves erőfeszítésnek az eredménye, amely Vučedolt a régészeti parkok élvonalába helyezi annak társadalomtörténeti fontossága miatt és ezzel beillesztésre kerül Európa ezen részének régészeti térképébe.

- 2017-ben 200 millió kuna értékű beruházási projekt megvalósítása indult, melynek befejezése 5 év alatt várható. Ennek során a Vuka és a Duna összefolyásától a vučedoli lelőhelyig, összesen 5 km hosszú sétányt építenek. A sétány 4 méter széles gyalogútból és 2 méter széles kerékpárútból áll. A sétányon turistavonat közlekedik majd összekötve a városközpontot a leendő Vučedol Régészeti Parkkal. A sétány mentén dísznövények lesznek telepítve, Duna-parti kilátóhelyek, padok valamint egy vendéglátóipari létesítmény épül. Ehhez kapcsolódóan 900 férőhelyes új folyami kikötő és a kikötő mellett benzinkút építése van a tervben.

- Valkóvár középkori várának mára nyoma sem maradt.

- Az ovčarai emlékhely[29] a legszörnyűbb és legnagyobb háborús bűncselekmény helyszíne, amelyet a JNA tagjai és a szerb félkatonai alakulatok követtek el Horvátország elleni agressziójuk során. Az ovčarai emlékhely az emlékházból és az emlékműből áll. A háború előtt Ovčara egy mezőgazdasági major volt. A gazdaságon belül tárolóépületek vannak. Ezen épületek egyikében 1991. október elején koncentrációs tábort rendeztek be. 2006. november 20-án, pontosan 15 évvel a háborús bűncselekmény után a koncentrációs tábor helyén nyitották meg Miljenko Romić zágrábi akadémikus festőművész tervei szerint az ovčarai emlékházat. Az emlékháztól nem messze, egy eldugott helyen, mintegy 900 m-re a Vukovar-Grabovo úttól található az a tömegsír, ahová a lőfegyverrel megölt embereket hozták, testüket pedig az előkészített árokba egymás fölé dobálták, végül földdel betakarták. A mészárlásra 1991. november 20-án került sor. Az ovčarai emlékmű az első olyan objektum volt, amelyet az ovčarai emlékterületen hoztak létre. Slavomir Drinković szobrászművész alkotását 1998. december 29-én avatták fel.

- A honvédő háború áldozatainak az Új temetőben álló emlékművét 938 fehér márványkereszt övezi. Az emlékmű  Đurđica Ostoja és Gabrijela Kiš-Jerčinović alkotása. A patinált bronzból készült alkotás négy megalitszerű függőleges részből áll, amelyeknek keresztmetszete keresztet alkot, míg az emlékmű közepén örök láng tüze ég.[30]

- A város közelében, Mitnica falu közelében található a Dudik emlékpark,[31] mely az 1941 és 1943 között meggyilkolt hazafiak, kommunisták, főleg Kelet-Szlavónia és a Szerémség környékéről származó harcosok kivégzésének a helyszíne lett. Az emlékpark a belgrádi Bogdan Bogdanović építész tervei alapján épült. Az emlékparkot öt darab, 18 m magas karcsú kúp uralja, amelyek a tűz lángjait szimbolizálják. Az egymás melletti kúpok és egy keskeny  átjárót fognak közre, amely egy félkör alakú amfiteátrum-szerű térhez vezet. A park része egy masszív monolit kőtábla, melynek stilizált motívumai a továbbfolyó életet szimbolizálják.

- A temető mellett található a Paunović család mauzóleuma, mely 1898-ban épült V. Nikolić tervei szerint. A gótikus és román stíluselemekkel épített historizáló kápolnának görög kereszt alaprajza van, amelynek középpontjában kupola magasodik. A bejárati kapuzat fölött található a harangtorony, a sarkokban pedig tornyokban végződő oszlopokat építettek. A kápolna bejáratához kétoldalról lépcső vezet, és ezalatt található a kripta bejárata. A kriptát dupla kovácsoltvas ajtó zárja le. A mauzóleumot S. Aleksić festőművész festette ki 1903-ban secco technikával a reneszánsz-barokk festészet és a 19. századi nazarénus iskola hatására. A kupolában a mennyek ábrázolása, a hajó északi falán a megszállott gyógyítása, délen a Jeruzsálembe való bevonulás, boltozat tetején pedig Mózes alakja látható.[32]

- Az Eltz család mauzóleuma a novi vukovari temető és a városi stadion között található. Az egyhajós neobarokk épület 1907 és 1909 között épült V. Siedek tervei szerint. Az oldalsó homlokzatok mentén alacsonyabb árkádos tornácok vannak a sírokkal, míg a főhomlokzat timpanonnal ellátott bejárattal rendelkezik, amelyet a családi címer és az oromzat tetején emelkedő torony díszít. A belső teret reprezentatív stukkók díszítik. A jobb oldali homlokzaton fennmaradt egy ritka polikróm terrakotta figurális kompozíció. Az épületet körbe park övezi.[33]

- A Stanić kereskedőcsalád ortodox temetőben álló mauzóleuma 1906-ban épült M. Pillar tervei szerint. Építészeti stílusa a késő historizmus és a szecesszió ötvözete. Négyzet alaprajzú épület hosszúkás falfelületekkel, a falfelületek felett pedig egy széles négyzet alakú kupoladob van, rajta keskenyebb kupolával. Az épület sarkait kiemelik a pilaszterek, amelyek díszes vak árkádokban folytatódnak. A padlót kerámia csempével burkolták, a falakat kőlapok és festés borítja.[34]

- A trešnjai Paunivić-birtokot[35] 1860-ban vásárolta meg  Aleksa Paunović szarvasmarha- és gyümölcstermesztés, valamint a tavaszi és a nyári időszakban való ott tartózkodás céljából. A birtokon található épületek a következők: kúria, kisegítő épület, pavilon, úszómedence, park és templom, amelyek a historizmus jellegzetességeivel (a romantika hatásaival) rendelkeznek. A birtok első épülete a dombon épült kúria volt, amelyet park vesz körül. A szokatlan alaprajzú (nyolcszögletű) épületet a neogótikus stílus és a hagyományos építkezés kombinációja jellemzi, amely mint ilyen ritkaságnak számít Horvátország ezen részén.  A kúria közelében álló, eredetileg nyitott pavilont mára befalazták. Megmaradt az eredeti bádogtető és bejárati lépcső a négyszögletes féloszlopokkal. A park medencéje kör alakú, falazott, vakolt, profilozott kivitelű. A völgyben, a nyaraló alatt álló templom 1883-ban épült neo stílusban, neogótikus díszítőelemekkel. A templom egyhajós, keskenyebb félköríves apszissal és a homlokzatban egy kis négyzet alakú harangtoronnyal, amely felett piramis alakú toronysisak található. Az Angyalok dicsősége a négy evangélistával című falfestményt 1903-ban Stevan Aleksić festőművész festette.

## Kultúra
- A vukovári oktatás és a kultúra első központja a ferencesek kolostora volt. A ferences rendtartomány vezetése már 1733-ban megnyitotta a kolostorban filozófiai főiskoláját. A filozófiai főiskola egyik híres előadója Josip Janković páter volt. Rómában való befolyásának köszönhetően XIV. Benedek pápától megkapta Szent Bona vértanú ereklyéit, amelyet a ferences templomban helyeztek el. 1804-1900 között a kolostorban kisebb-nagyobb megszakításokkal filozófiai és teológiai kar működött. A ferencesek különféle értékes művészeti kincseket gyűjtöttek az évszázadok során: festményeket, szobrokat, okleveleket, könyveket és liturgikus tárgyakat. A gazdag és nagyon értékes kolostor könyvtára, amely Horvátország egyik legértékesebb régi könyvtára 17 000 kötettel rendelkezik. A kolostor kincstárában sok ezüst és aranyozott liturgikus műtárgy található a 16. századtól a 20. századig. A barokk és újabb mesterek festették az oltárokat, a templom falait és a kolostor szobáit.
- A nyomdát 1867-ben alapították Vukováron. Ekkor jelent meg az első német nyelvű újság, a „Der Syrmier Bote”. Később a városban több nyomda is működött és a számos újság jelent meg, köztük a „Sriemski Hrvat” és a „Sriemske novine”, amelyeket a 20. század fordulója után még majdnem három évtizedig kiadtak.[36]
- A térség legrégebbi irodalmi művei Vukovár és Újlak ferenceseinek tollából származnak. A környék leghíresebb írói Nikola Andrić, Julije Benešić és Antun Gustav Matoš voltak. Számos művész is alkotott Vukováron. Az idősebbek között vannak J. F. Mucke, F. K. Giffinger és a 20. században Dragan Melkus, Dragutin Renarić, Marijan Detoni középiskolai tanárok és mások. Vukovár Nobel-díjasa Lavoslav Ruzička, aki 1887-ben Vukováron született és 1939-ben megkapta a kémiai Nobel-díjat.[37]
- Vukovárnak az európai átlaghoz hasonlóan fejlett társadalmi élete volt. Csak az első világháborúig terjedő időszakban mintegy 30 társadalni szervezet működött. Az énekkari, olvasó, sport- és kultúregyesületeknek saját helyiségük volt, ahol koncerteket és partikat szerveztek. A társaságokat gyakran nemzeti alapon szervezték. Az első színjátékot horvát nyelven 1821-ben adták elő, melyet Grga Čevapović, a ferencesek kolostorának gvardiánja írt. A legbefolyásosabb horvát kultúregyesület a Duna Énekkar volt. 1922-ben megnyitották a Horvát házat, mely a kulturális rendezvények találkozóhelye lett.

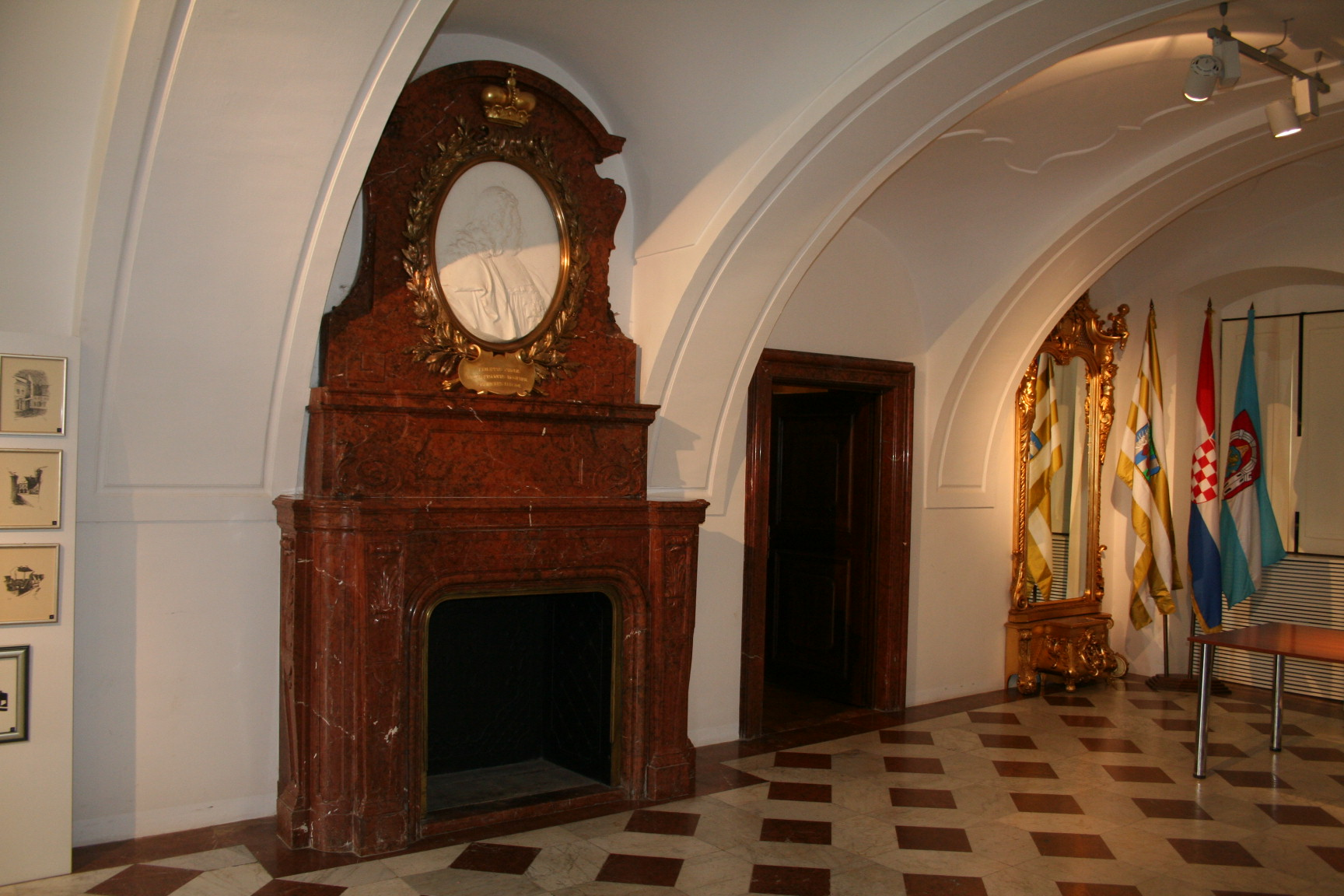
A városi múzeum részlete

- Az Eltz-kastélyban található városi múzeumot 1946-ban alapították a Dr. Antun Bauer által a városnak adományozott római pénzekkel, bútorokkal, fegyverekkel és festményekkel. A múzeum a postahivatal épületében kezdte meg munkáját a régi barokk városmag területén, majd 1966-ban az Eltz-kastélyba költözött. 1991-ig a múzeum körülbelül 50 000 kiállítási tárgyat tartalmazott és négy különálló részleget foglalt magában, melyeket különálló épületekben helyeztek el: a helytörténeti gyűjtemény az Eltz-kastélyban, a Bauer-gyűjtemény és a művészeti galéria, amely a legszebb modern horvát művészeti gyűjtemény a régi postahivatal épületében, a Nobel-díjas Lavoslav Ružička emlékmúzeuma a szülőházában, a közelmúlt történeti gyűjteménye pedig a munkásotthonban volt elhelyezve. A háború alatt az Eltz-kastély súlyos károkat szenvedett, az ott tárolt gyűjteményeket részben megsemmisítették, más múzeális tárgyak visszavonhatatlanul eltűntek, egy részüket pedig Szerbiába vitték. A Horvát Köztársaság Kulturális Minisztériuma sok éves erőfeszítései és diplomáciai tevékenységének köszönhetően a gyűjtemény e részét Szerbiából 2001. december 13-án visszaadták Vukovárnak. Az 1991–1997 közötti időszakban a Vukovár Városi Múzeum a zágrábi Mimara Múzeumban működött, ahol 1992 végén létrehozták a száműzetésben lévő Vukovári Múzeum nevű gyűjteményt. A mai napig több mint 1500 kortárs horvát és európai művészeti alkotást gyűjtöttek össze ebben a gyűjteményben, melyet a felújítás után az Eltz-kastélyban helyeztek el. 2013-ban a Vukovár Városi Múzeum a Horvát Köztársaság turizmusának fejlesztéséért nyújtott különleges hozzájárulásért elnyerte a rangos Anton Štifanić díjat. Vukovár kulturális megújításáért, az elpusztult város életének újjáélesztéséért, valamint a helyi közösség bevonásával végzett munkájáért a múzeum rangos európai díjakat (Silletto-díj, Az év európai múzeuma) is kapott.
- A város jelentős kulturális intézménye Horvát ház, mely számos kulturális eseményt szervez az év folyamán, köztük színházi előadásokat, koncerteket és kiállításokat. A Horvát ház építészetileg szokatlan, hosszúkás épületnek az építése eredetileg 1922-ben fejeződött be. Az épületet a híres építész, Feudenreich tervei szerint építették és a Duna partján, az Eltz-kastély közelében található. Felújítása után a Nobel-díjas Lavoslav Ružička szülőházával egy kulturális állami intézményt alkot. A Horvát házban működik a Scena Martin színház is.

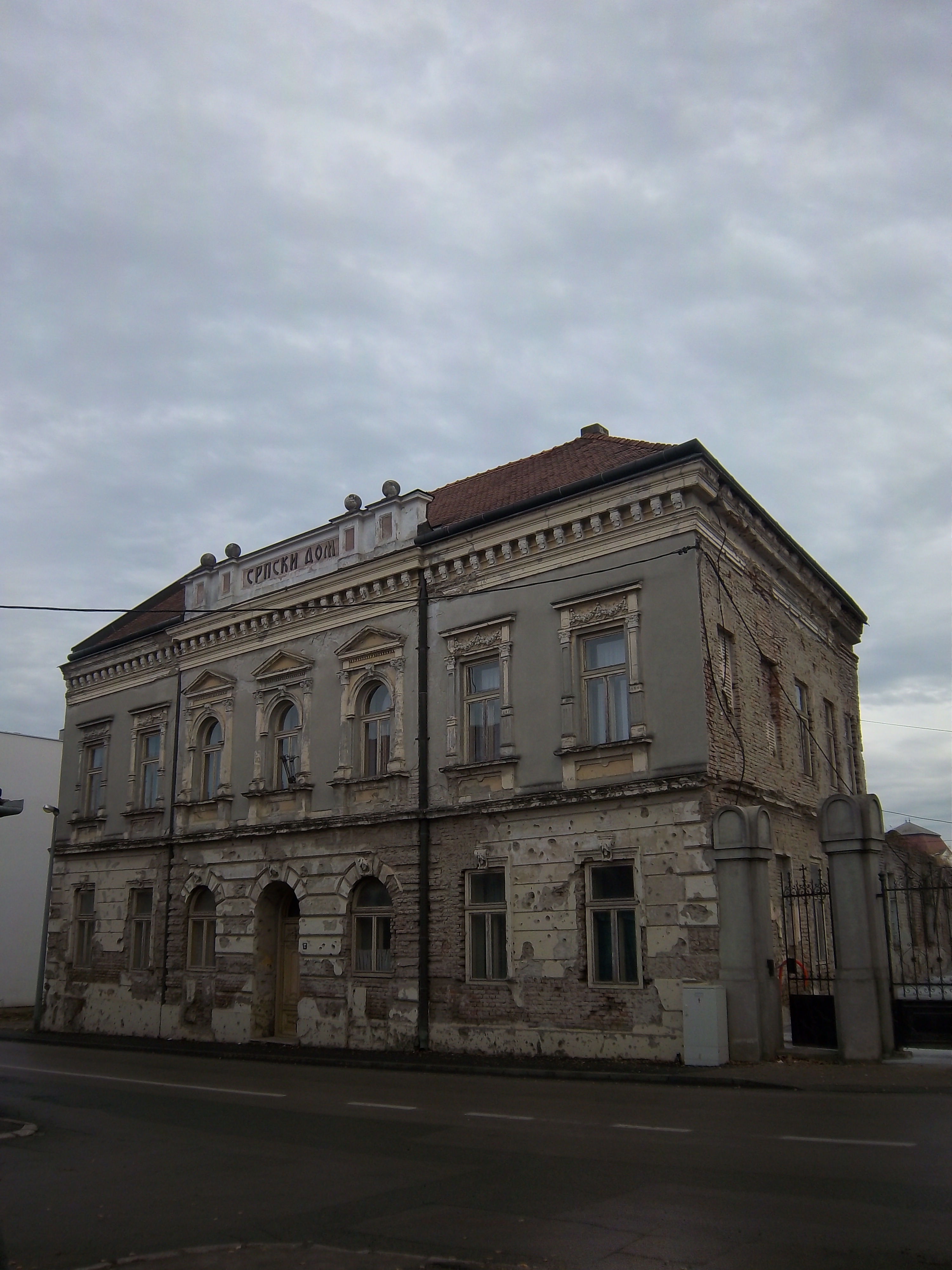
A Szerb ház Vukováron

- A Szerb házat 1905-ben Szent Száva ünnepén szentelték fel. A „Javor” szerb énekegyüttes, a szerb karitatív nőegyesület, a „Posestrima” oktatási és gazdasági társaság és az ortodox egyházközség irodája működött benne. A második világháború alatt itt volt a német városparancsnokság. 1947-ben az épületet államosították és más célokra használták. a honvédő háborúban súlyosan megrongálódott. Újjáépítése 2017-ben kezdődött.
- Az 1947-ben alapított városi könyvtár és olvasóterem fontos tényező a Vukovári régió hagyományos kultúrájának megőrzésében. Értékes helytörténeti könyv- és kiadványgyűjteménye van. A könyvtárban működik a Horvát Köztársaságban található néhány amerikai sarok egyike is.

### A város főbb kulturális rendezvényei
- Vukovári filmfesztivál, a dunamenti országok fesztiválja.  A filmfesztivált 2007 óta rendezik meg és sok szempontból egyedülálló fesztivál. Ez az egyetlen filmfesztivál, amelyet szó szerint a Dunán tartanak és így egyedülálló élményt nyújt. Úgy tervezték, hogy elősegítse a Dunamenti országok filmkészítőinek kreatív önkifejezését.[38]
- Bábok tavasza gyermek bábszinházi fesztivál. A Vukovári Bábszínházat még a háborús évek alatt 1996-ban alapították. A fesztivált a Horvát házban rendezik meg minden év Húsvétja előtt. A fesztivál hat napján tucatnyi előadást rendeznek, amelyeket a legfiatalabb közönség nagy lelkesedéssel követ.[38]
- Minden év áprilisának végén Vukovár központjában virágfesztivált tartanak, amely a helyi és regionális növénytermesztők, virágkereskedők, szervezők és más kapcsolódó kézművesek, valamint a virágok és dísznövények szerelmeseinek találkozóhelye.[38]
- A vukovári emberek és barátaik, valamint a vukovárra látogatók kedvenc piknikhelyén az Adica parkerdőben immár hagyományosan megszervezik a május elsejei nemzetközi munkaünnepet. A rendezvény kedvező lehetőség a társasági életre, sétára és pihenésre ebben a zöld környezetben a belváros közelében.[38]
- A Színészfesztivált 1994-ben alapították a Horvát Színművészek Társasága és a Vukovar-Szerém megye önkormányzata. Mára az esemény olyan fesztiválrá nőtte ki magát, amely mind kamarai, mind nagy előadásokat hoz a városba. Ez az egyetlen fesztivál Horvátországban, amelyet a színészeknek és művészi alakításaiknak szentelnek. Helye a Horvát ház.[38]
- A VukovaART művészeti fesztivál egy olyan esemény, amely Vukovárt kortárs művészet kedvelt helyévé változtatta. 2016 óta a világ legjobb utcai festőművészei jönnek el ide lefesteni a vukovári közterületeket és épületeket. Az egész fesztivál egy utcai festőművész, Filip Mrvelj alapötletével kezdődött, aki egy összeomlott fahídat festett meg a város központjában.[38]
- Mivel Vukovár a Duna, a második legnagyobb európai folyó mentén fekszik kézenfekvő volt, hogy megünnepelje a Nemzetközi Duna-napot, amelyet június 29-én tartanak. A rendezvény szerényen kezdődött, először csak minden második évben, hol Vukováron, hol Újlakon, hogy aztán valódi és nagyon népszerű rendezvényré váljon, amelyet folyamatosan fejlesztenek és új tartalommal töltenek meg a halfőzőversenytől  a kiállításokig, a dunai élet hagyományainak bemutatásáig, és a horgászversenyekig.[38]
- DunavArt Fesztivál alapítóit az inspirálta, hogy közelebb hozzák a Dunamenti térségeket Vukovárhoz és Horvátországhoz. A Duna, amely áramlik és összeköt. Összekapcsolja Vukovárt, Baranyát, Újlakot és Erdődöt, amelyek a legjobb zenéiket, kulturális örökségüket, boraikat és ínyencségeiket hozzák el ide.[38]
- A Vukovári Kamarazenei Fesztivált a Vukovári Városi Múzeum, a Vukovár város, a Vukovár-Szerém megye, a Horvát Páneurópai Unió és a Horvát Zeneművészek Társasága alapította. A fesztiváli estéket 1998 óta  rendeznek a Vukovári Városi Múzeum, a vukovári Horvát ház és a Szent Fülöp és Jakab-templom helyiségeiben. A fesztiválon horvátországi és európai szólisták és kamaraegyüttesek vesznek részt.[38]
- A Vukovári Etno Vásár a horvát tradicionális kézművesek, népművészek, régiséggyűjtők, valamint az élelmiszer- és italgyártók vásárja, ahol termékeiket és szolgáltatásokat mutatják be. A rendezvényt gazdag kulturális és művészeti program kíséri. A vásár minden évben szeptember utolsó hétvégén kerül megrendezésre. Az Etno Vásár 2018-ban a tradicionális termékek promóciójának különdíját is elnyerte.[38]
- Vukovári adventi ünnepeket 1997 óta rendezik meg. Az ünnepek zenei és színpadi előadások sorozatából állnak, melyeket az adventi gyertyák fénye mellett tartanak. Advent első vasárnapján égő fáklyák világító folyama viszi a fényt Vukovar utcáin át a Szent Fülöp és Jakab templomtót az Eltz-kastélyig, ahol gazdag program mellett az első adventi gyertyát meggyújtják.[38]
- „Vukovári csendes éj” a Horvát Rádió és Televízió éves koncertje
- Bonofest egyházzenei fesztivál a ferences kolostorban

## Oktatás
Vukovári oktatás kezdetei az 1730-as évekre nyúlnak vissza. A ferences rendtartomány vezetése már 1733-ban megnyitotta a kolostorban filozófiai főiskoláját. 1804-1900 között a kolostorban kisebb-nagyobb megszakításokkal filozófiai és teológiai kar működött. A ferencesek iskolájából alakult ki Stari Vukovári rész általános iskolája. Novi Vukovárnak is saját iskolája volt. Voltak vallási iskolák az ortodox és zsidó vallású gyermekek számára, valamint német és magyar iskolák, melyeket 1886-ban, a gimnáziumot pedig 1891-ben alapították.
Általános iskolák:
- Dragutin Tadijanović Általános Iskola
- Antun Bauer Általános Iskola
- Nikola Andrić Általános Iskola
- Siniša Glavašević Általános Iskola
- Blage Zadre Általános Iskola
- Mitnica Általános Iskola
- Josip Matoš Általános Iskola

Középiskolák
- Vukovári Gimnázium
- Vukovári Gazdasági Iskola
- Nikola Tesla Szakképző Iskola
- „Marko Babić” Szakközépiskola
- Zenei Középiskola

Felsőfokú oktatás
Lavoslav Ružička Főiskola
- közgazdaságtani tanszék
- gazdasági tanszék
- jogi tanszék
- fizioterápiai tanszék

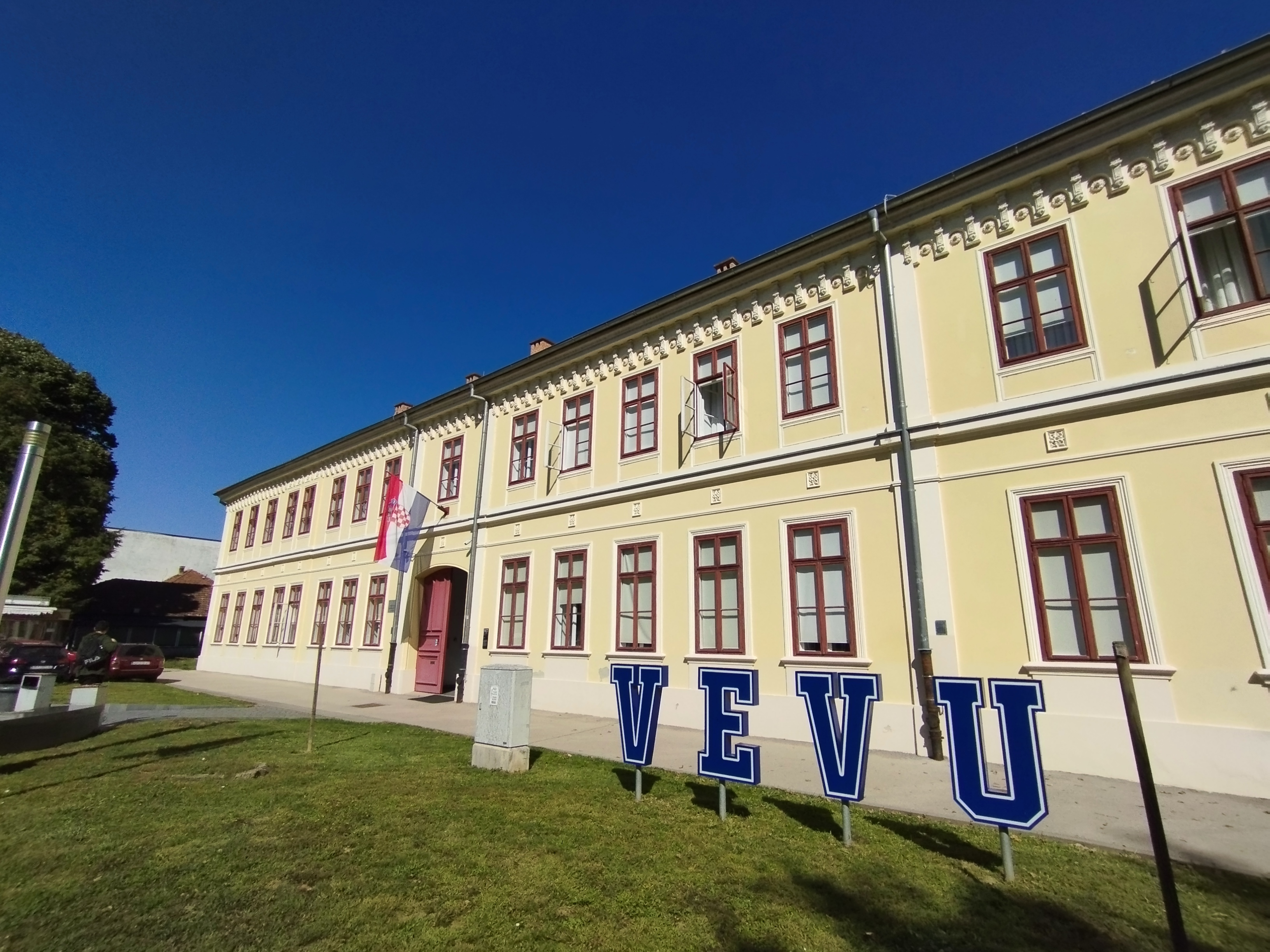
A Lavoslav Ružička főiskola épülete

Spliti Egyetem szakmai tanulmányok tanszéke
- informatikai kar
- gazdaságtudomáyni kar
- közigazgatási-jogi kar

Josip Juraj Strossmayer Egyetem Eszék Vukovári Karai
- gazdaságtudomáyni kar
- jogi kar

Tanárképző Főiskola Vukovár

## Sport
Vukovár városa számos sportágban nagy hagyományokkal rendelkezik, különös tekintettel a vízi sportokra. Emellett a legjelentősebb sikereket a kosárlabda, röplabda és atlétika érte el.
A vukovári evezősklubot 1912-ben alapították és 1913-ban már megrendezték az első evezősversenyt. A női röplabdaklubot 1962-ben alapították. Az 1970-es évek végén a ŽOK Vukovar bejutott a jugoszláv szövetségi bajnokságba, ahol 1991-ig szerepelt. Jó eredményeket értek el a jugoszláv kupákban is és 1986-ban részt vettek a CEVA kupában, ahol elérték a 3. fordulót. 2010. december 22-én Zágrábban megnyerték a horvát röplabdakupát, amelyet 2011-ben megismételtek. A vukovári sport leghíresebb képviselője ma Damir Martin evezős, kétszeres világbajnok és európai bajnok és ezüstérmes a 2012-es londoni olimpiai játékokon. Neves sportolók még az úszó Mirna Jukić, a röplabdajátékos Marina Miletić és az asztalitenisz játékos Sandra Paović.
Vukovár sportklubjai:
Atlétika
- AK „Maraton” atlétikai klub

Kerékpársport
- ŠBK Vukovar kerékpárosklub

Bocsa
- BK „Mitnica” bocsaklub
- BK „Borovo” bocsaklub
- BK „Trpinjska cesta” bocsaklub

Küzdősportok
- KK „Vukovar '91” karateklub
- BK „Borovo” küzdősportklub
- TK „Borovo” taekwondoklub
- TK „Dragon” Lipovača taekwondoklub

Bridzs
- ŠBK „Vupik Vukovar” bridzsklub

Tornasport
- GD „Vukovar” tornaegyesület

Jégkorong
- KHL Komarci Vukovar jégkorongklub

Kosárlabdaklub
- KK „Vukovar” kosárlabdaklub
- KK „Borovo” kosárlabdaklub

Teke
HKK „Vukovar '91” tekeklub
Labdarúgás
- HNK „Vukovar 1991” labdarúgóklub
- HNK „Borovo” labdarúgóklub
- HNK „Radnički” labdarúgóklub
- HNK „Lipovača” labdarúgóklub
- NK „Vuteks-Sloga” labdarúgóklub
- ŽNK „Vukovar” női labdarúgóklub
- HNK „Mitnica” labdarúgóklub

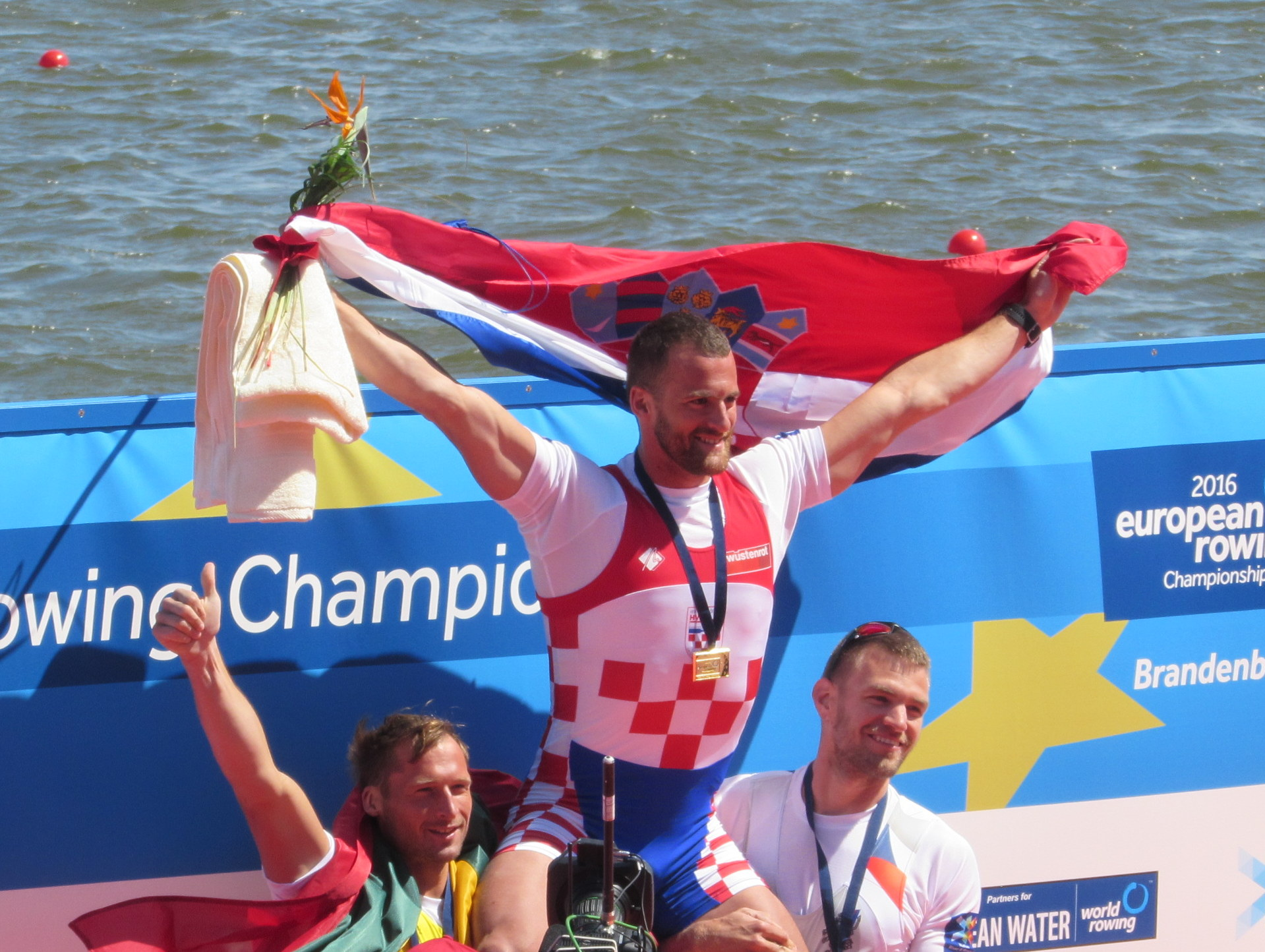
Damir Martin

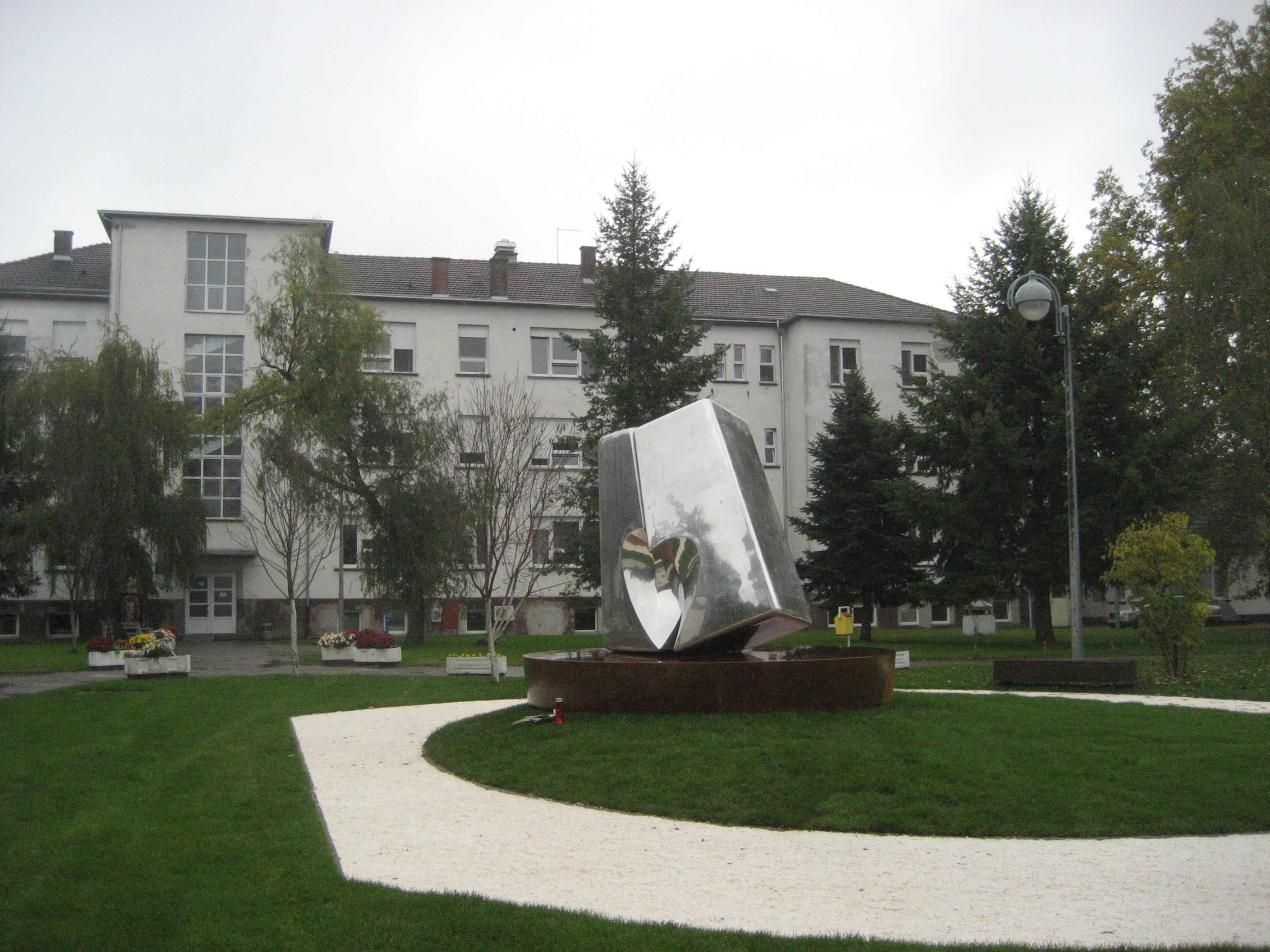
Emlékmű a kórház mellett

- MK „Bata Borovo” kispályás labdarúgóklub

Röplabda
- ŽOB „Vukovar” női röplabdaklub
- MOB „Zrinski” röplabdaklub

Úszás
- PK Vukovar úszóklub

Búvársport
- KPA „Vukovar” búvárklub

Kézilabda
- HRK „Borovo” kézilabdaklub
- ŽRK „Vukovar” női kézilabdaklub

Asztalitenisz
- STK „Vukovar 91” asztaliteniszklub

Sakk
- ŠK „Vukovar 91” sakk-klub
- ŠK „Slaven” sakk-klub
- ŠK „Šahmatik” sakk-klub
- ŠK „Caissa” sakk-klub

Sporthorgászat
- ŠRD „Dunav” sporthorgászklub
- ŠRD „Vuka” sporthorgászklub

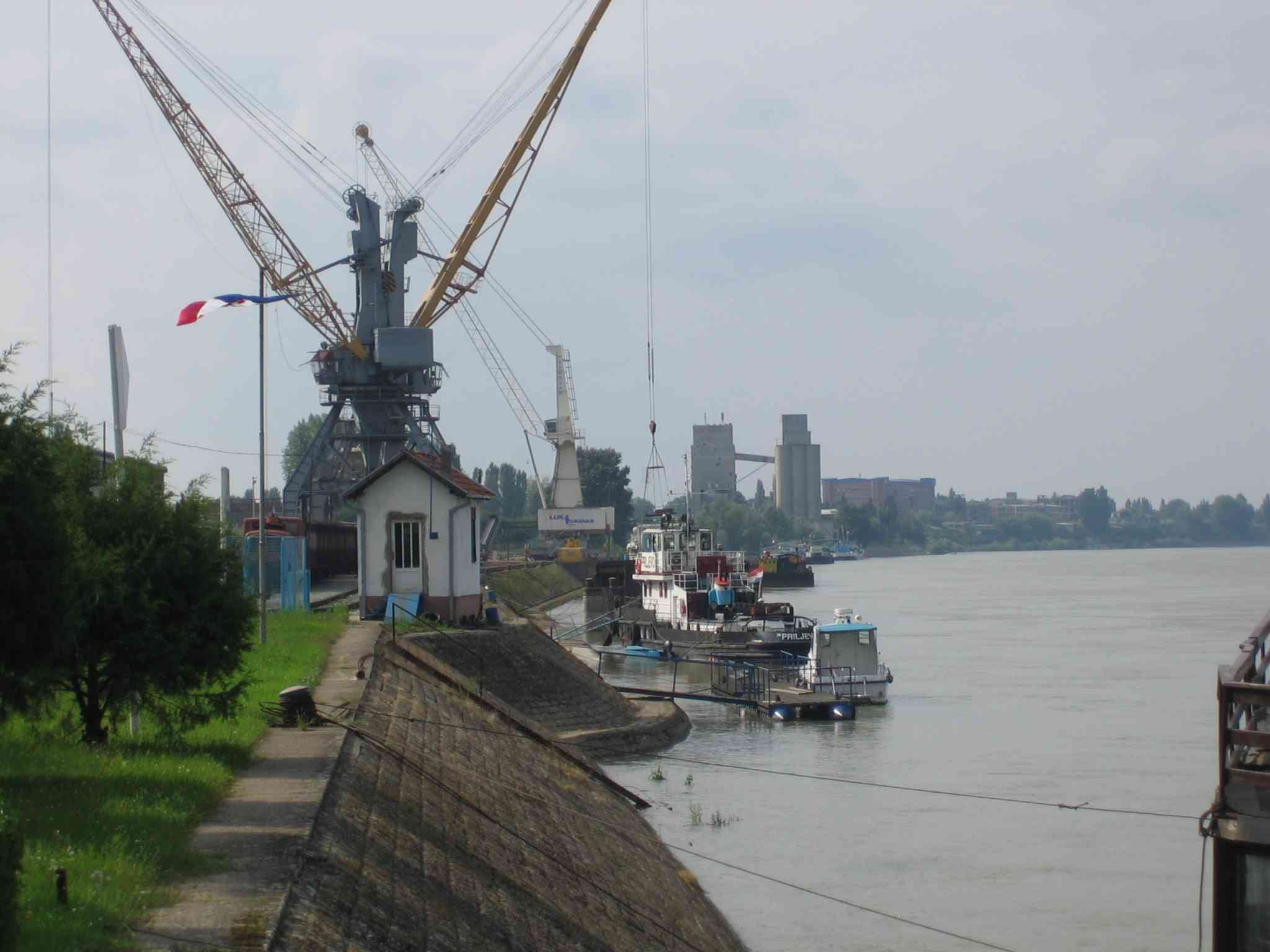
Vukovár kikötője

- ŠRD „Borovo naselje 91” sporthorgászklub
- ŠRD „DEA SPORT” sporthorgászklub

Tenisz
- TK „Borovo naselje” teniszklub
- TK „Vukovar” teniszklub

Evezés
- HVK „Vukovar” evezősklub

Emlékversenyek
- Vukovar – Dubrovnik kerékpár ultramaraton
- „Od Velikog do Malog Vukovara“ emlék ultramaraton
- -„Putevi dragovoljaca HOS-a i bojovnika Domovinskog rata” emlék ultramaraton

## Híres emberek

### Itt születtek
- Adam Tadija Blagojević vagy magyarosan Blagoevich Ádám Tádé (18. század) magyarországi horvát földbirtokos, író.
- Zaharije Orfelin (Vukovár, 1726. – Újvidék, 1785. június 19.) festő és rézmetsző.
- Nagy László (Vukovár, 1803. június 23. – Graz, 1872. szeptember 13.) táborszernagy, valóságos belső titkos tanácsos.
- Dimitrije Popović (Vukovár, 1814 – Zombor, 1882) görögkeleti plébános.
- Zsitvay Leó (Vukovár, 1841. február 16. – Budapest, 1915. május 26.) kúriai tanácselnök, jogi író.
- Robert Kauk (Vukovár (Szerém megye), 1848. július 4. – 1900.) Szent Ferenc-rendi Kapisztrán szerzetes és házfőnök.
- Unkelhäusser Károly (Vukovár, 1866. január 15. – Budapest, 1938. február 20.) horvát-szlavónországi politikus, horvát-szlavón-dalmát tárca nélküli miniszter.
- Siniša Mihajlović (Vukovár, 1969. február 20.) szerb labdarúgó, edző, szövetségi kapitány.
- Leopold Stjepan Ružička (Vukovár, 1887. szeptember 13. – Zürich, 1976. szeptember 26.) horvát-svájci kémikus. 1939-ben Adolf Butenandttal együtt elnyerte a kémiai Nobel-díjat.
- Davor Magoč (Vukovár, 1986. május 14.) szerb-horvát kettős állampolgárságú labdarúgó.

### Itt hunytak el
- Deutsch Menáchem (Vágújhely, 1819 – Vukovár, 1904) rabbi.
- Ockl Caecilián (1753. május 12. – Vukovár, 1809. március 15.) Szent Ferenc-rendi Kapisztrán szerzetes.

## Fordítás
- Ez a szócikk részben vagy egészben  a   Vukovar című horvát Wikipédia-szócikk ezen változatának fordításán alapul.  Az eredeti cikk szerkesztőit annak laptörténete sorolja fel. Ez a jelzés csupán a megfogalmazás eredetét és a szerzői jogokat jelzi, nem szolgál a cikkben szereplő információk forrásmegjelöléseként.